# ФК «Чита» в сезоне 2011/2012
Сезон 2011/2012 годов стал 32-м сезоном для футбольного клуба «Чита» в чемпионатах страны, а также 2-м подряд, проведённым в третьем по значимости дивизионе российского футбола.

## Итоги сезона 2010
По итогам выступлений во Втором дивизионе в 2010 году задача клуба была выполнена, команда в итоговой таблице заняла третье место, пропустив вперёд лишь клубы «Металлург-Енисей» и «Радиан-Байкал», занявшие в первенстве первое и второе место соответственно. Команда забила 43 мяча в 30 играх, а вратарь «Читы» Андрей Синицын был признан лучшим вратарём зоны «Восток» второго дивизиона ПФЛ. Сразу же по окончании сезона, Синицын и защитник «Читы» Алексей Подпругин подписали контракт с вышедшим в Первый дивизион «Металлургом-Енисеем».
6 октября 2010 года стало известно, что лучшим игроком сезона в составе «Читы» был выбран капитан клуба Георгий Гармашов. Более 250 посетителей официального сайта клуба приняли участие в голосовании и ещё около 80 болельщиков позвонили в редакцию газеты «Чита спортивная».

## Межсезонье

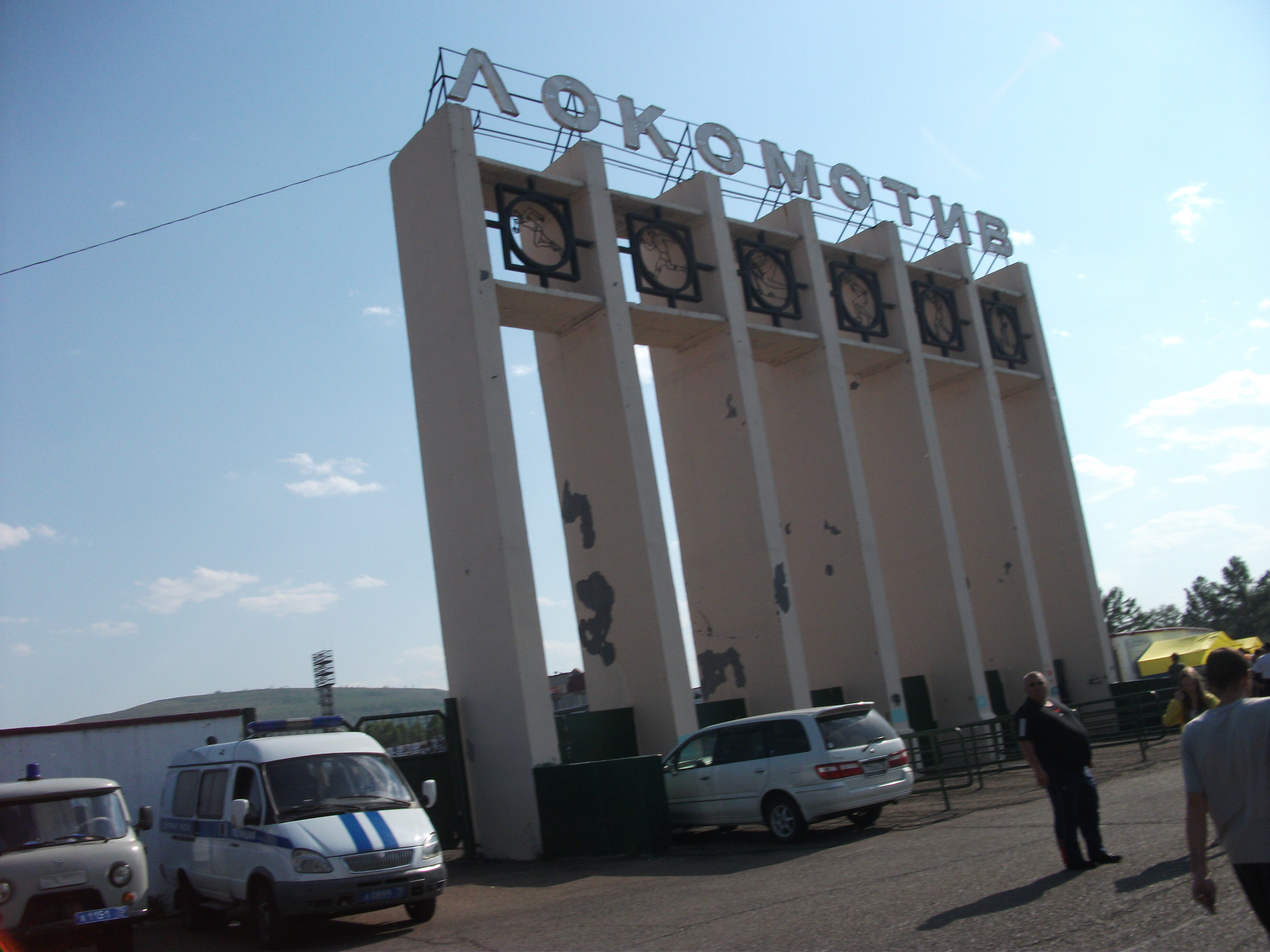
У входа на стадион «Локомотив» в Чите

13 января 2011 года состоялись первые трансферные приобретения команды в межсезонье: состав клуба пополнил вернувшийся в «Читу» её воспитанник, игрок саратовского «Сокола», нападающий Евгений Алхимов. Также в этот день клуб продлил контракт с Александром Бодяловым и официально отпустил в «Енисей» вратаря Андрея Синицына. На следующий день, 14 января, ФК «Чита» официально объявил о начале предсезонной подготовки и количестве сборов в межсезонье. Первый был назначен на 25 января 2011 года для селекционных игр в городе Омск. Второй и третий были назначены на конец февраля — начало марта и конец марта — начало апреля в городе Сочи. 20 января 2011 года официальный сайт ФК «Чита» опубликовал список игроков, которые были утверждены для поездки на селекционный сбор в Омск.
21 января 2011 года в Чите, на стадионе «Юность», прошла тренировочная двусторонняя игра футбольного клуба «Чита», в которой приняли участие почти все игроки клуба и молодые воспитанники ДЮСШ.
| 21 января 2011 Тренировка | Чита (зелёные)                                               | 4:2   | Чита (красные)            | «Юность», Чита |
|                           | Навродский 1:0 · Селецкий 2:0 · Коваленко 3:1 · Смышляев 4:1 | Отчёт | Алхимов 2:1 · Алхимов 4:2 |                |

Примечание: 2 тайма по 25 минут

### Первый сбор
25 января 2011 года команда отправилась на первый в году селекционный сбор в городе Омск. Уже 29 января состоялись 2 первые игры на учебно-тренировочных сборах, соперником в обоих матчах стал омский «Иртыш». Первый матч ФК «Чита» проиграл 0:2, а второй закончился вничью 0:0. 1 февраля 2011 года состоялся ещё один матч «Читы» с «Иртышом», только на этот раз омичи выпустили на поле дублирующий состав команды. Матч вновь завершился со счётом 0:0. 3 февраля состоялся товарищеский матч «Читы» со сборной СибГУФК, в котором победу со счётом 3:0 праздновали читинцы.
8 февраля 2011 года игроки клуба «Чита» вернулись с селекционного сбора в Омске, который проходил с 25 января по 5 февраля. Основной целью сбора был просмотр новичков в команду из местных воспитанников и игроков зоны «Восток» и «Урал-Поволжье». Начиная с 9 февраля 2011 года, команда тренировалась в Чите перед поездкой 18 февраля на вторые сборы в город Сочи.

#### Результаты матчей
| 29 января 2011 Первый сбор | Чита (Чита) | 0:2 (0:2) | Иртыш (Омск) | Омск, Россия |
| 10:00 (UTC+7)              |             | Отчёт     | н/д · н/д    |              |

| 29 января 2011 Первый сбор | Чита (Чита) | 0:0 (0:0) | Иртыш (Омск) | Омск, Россия |
| Ближе к вечеру (UTC+7)     |             | Отчёт     |              |              |

| 1 февраля 2011 Первый сбор | Чита (Чита) | 0:0 (0:0) | Иртыш-д (Омск) | Омск, Россия |
|                            |             | Отчёт     |                |              |

| 3 февраля 2011 Первый сбор | Чита (Чита)                | 3:0 (2:0) | Сборная СибГУФК (Омск) | Омск, Россия |
|                            | Изотов · Жилкин · Маркевич | Отчёт     |                        |              |

### Второй сбор
16 февраля 2011 года ФК «Чита» отправился на второй учебно-тренировочный сбор в городе Сочи Краснодарского края, который планировался с 18 февраля по 5 марта. 22 февраля стали известны соперники «Читы» на четыре контрольных матча. 25 февраля «Чите» предстояло сыграть с «Черноморцем» из города Новороссийск, 28 февраля с дублем московского «Локомотива», 2 марта с «Соколом» из города Саратов и 5 марта с «Нефтехимиком» из города Нижнекамск.
25 февраля состоялся первый контрольный матч «Читы» с новороссийским «Черноморцем», в котором, благодаря голу Виктора Навродского, победу со счётом 1:0 праздновали читинцы. 28 февраля состоялся второй матч «Читы», в котором читинцам предстояло сыграть с дублёрами московского «Локомотива». Этот матч «Чита» проиграла со счётом 1:3. 2 марта 2011 года «Чита» одержала вторую победу на сборах, одолев саратовский «Сокол» со счётом 2:0. 5 марта ФК «Чита» провёл последнюю контрольную встречу на вторых сборах. Соперником стал дублирующий состав «Жемчужины-Сочи», а не «Нефтехимик» из Нижнекамска, как предполагалось ранее. Матч закончился вничью со счётом 1:1.
11 марта 2011 года игроки клуба «Чита» вернулись с учебно-тренировочного сбора в Сочи, который проходил с 18 февраля по 5 марта. На сборах был выполнен колоссальный объём работы, сыграно четыре контрольные встречи, две из которых «Чита» выиграла, одну свела в ничью и одну проиграла.

#### Результаты матчей
| 25 февраля 2011 Второй сбор | Чита (Чита)    | 1:0 (0:0) | Черноморец (Новороссийск) | Сочи, Россия |
|                             | Навродский 75′ | Отчёт     |                           |              |

| 28 февраля 2011 Второй сбор | Чита (Чита) | 1:3 (1:2)     | Локомотив-д (Москва)        | Сочи, Россия |
|                             | Навродский  | Отчёт Отчёт-2 | Дьяков 21′, 28′ · Нуров 70′ |              |

| 2 марта 2011 Второй сбор | Чита (Чита)                  | 2:0 (0:0) | Сокол (Саратов) | Сочи, Россия |
|                          | Векварт 58′ · Гаранников 81′ | Отчёт     |                 |              |

| 5 марта 2011 Второй сбор | Чита (Чита) | 1:1 (1:0) | Жемчужина-Сочи-д (Сочи) | Сочи, Россия |
|                          | Векварт     | Отчёт     | н/д                     |              |

### Третий сбор
24 марта 2011 года ФК «Чита» отправился на заключительный, третий учебно-тренировочный сбор, который должен был пройти в Краснодарском крае с 25 марта по 10 апреля. 25 марта «Чита» прибыла в Сочи у уже 27 марта провела первый контрольный матч с командой «Ока» из подмосковного города Ступино. Матч завершился поражением «Читы» со счётом 1:2. 30 марта 2011 года, уже во второй раз в ходе межсезонья, «Чита» встретилась в контрольном матче с саратовским «Соколом». На этот раз уступили читинцы, проиграв саратовцам со счётом 0:1. 2 апреля читинцы сыграли контрольный матч против дубля владикавказской «Алании» и свели матч в ничью 1:1. 6 апреля 2011 года «Чите» предстоял первый в межсезонье контрольный матч против иностранного клуба, которым стал казахстанский «Кызылжар» из города Петропавловск. Этот матч читинцы выиграли с довольно уверенным счётом 3:1. 10 апреля контрольным матчем с командой «Олимпия» из города Геленджик читинцы завершили учебно-тренировочный сбор в Краснодарском крае. Матч был проигран «Читой» и закончился со счётом 0:2.
После заключительных сборов ФК «Чита» вернулся домой и 22 апреля 2011 года официально прошёл процедуру заявки на сезон 2011/2012, включив в список 25 футболистов, а также 10 руководителей и сотрудников клуба.

#### Результаты матчей
| 27 марта 2011 Третий сбор | Чита (Чита)                               | 1:2 (0:1) | Ока (Ступино) | Сочи, Россия |
|                           | н/д — (авт.) (после удара Романа Гаврюша) | Отчёт     | н/д · н/д     |              |

| 30 марта 2011 Третий сбор | Чита (Чита) | 0:1 (0:1) | Сокол (Саратов) | Сочи, Россия |
|                           |             | Отчёт     | н/д 15′         |              |

| 2 апреля 2011 Третий сбор | Чита (Чита) | 1:1 (1:1) | Алания-д (Владикавказ) | Сочи, Россия |
|                           | Векварт 2′  | Отчёт     | н/д 12′                |              |

| 6 апреля 2011 Третий сбор | Чита (Чита)                                | 3:1 (1:0) | Кызылжар (Петропавловск) | Сочи, Россия |
|                           | Векварт 22′ · Алхимов 60′ · Навродский 85′ | Отчёт     | н/д                      |              |

| 10 апреля 2011 Третий сбор | Чита (Чита) | 0:2 (0:1) | Олимпия (Геленджик) | Сочи, Россия |
|                            |             | Отчёт     | н/д · н/д           |              |

## Подготовка к завершающей стадии Первенства
23 января 2012 года официальный сайт ФК «Чита» объявил о том, что команда приступила к ежедневным двухразовым тренировкам по общефизической подготовке — тренажёрный зал, бассейн, степ-аэробика. Первоначально в тренировках принимали участие только местные игроки, но к 1 февраля в Читу прибыли иногородние футболисты и новички для просмотра.

### Первый сбор
19 февраля 2012 года футбольный клуб «Чита» самолётом из Иркутска отправился на первый зарубежный сбор в Турцию, который должен был продлиться до 6 марта. На сборе планировалось провести 4 товарищеских матча, запланированных на 23 и 26 февраля, а также на 1 и 5 марта. Планировалось сыграть с ульяновской «Волгой», волгоградским «Ротором», «Тюменью» и с владивостокским клубом «Луч-Энергия». 23 февраля футболисты «Читы» провели первый контрольный матч на сборе в Турции. Соперником читинского клуба стала команда «Ротор» из Волгограда, выступающая в зоне «Юг» второго дивизиона России. Встреча закончилась победой «Читы» со счётом 2:1 (1:0). В составе забайкальцев голы забили Павел Гаранников (37') и Алмаз Фатихов (90'+). 26 февраля футболисты «Читы» в рамках учебно-тренировочного сбора в Турции встречались с командой белорусской премьер-лиги, футбольным клубом «Нафтан» из города Новополоцк. Товарищеский матч закончился со счётом 1:2 в пользу соперника. Все голы были забиты во втором тайме. Автором гола у читинцев стал Михаил Ванёв. 1 марта футбольный клуб «Чита» в рамках учебно-тренировочного сбора в Турции провёл товарищеский матч с командой «Линдхольм» из Дании. Встреча завершилась волевой победой читинской команды со счётом 2:1. Голы на счету Рафаэля Кадырмаева (70') и Романа Демченко (85'). В этот же день читинцы сыграли вторым составом с командой первой лиги Украины «Сталь». Матч закончился со счётом 3:2 (1:0) в пользу соперников. У забайкальских футболистов дважды отличился Евгений Алхимов на 59-й и 69-й минутах встречи. Игра, завершающая сбор в Турции, состоялась 5 марта. Соперником стал неоднократный победитель чемпионата Кыргызстана, футбольный клуб «Дордой». Встреча закончилась победой «Читы» со счётом 2:1. Первый тайм прошёл в обоюдоострой игре, но игровое преимущество и контроль мяча, создание голевых моментов были на стороне читинцев. Два момента удалось реализовать в забитые мячи. Сначала отличился Александр Толмачёв, затем Евгений Векварт. Во втором тайме киргизская команда выровняла игру, сумела воспользоваться ошибкой в обороне и сократить разрыв в счёте.
8 марта футбольный клуб «Чита» возвратился с учебно-тренировочного сбора, который проходил с 19 февраля по 6 марта в Турции. Читинцы провели 5 товарищеских матчей: в трёх была одержана победа (с одинаковым счётом 2:1) и две встречи завершились в пользу соперников.

#### Результаты матчей
| 23 февраля 2012 Первый сбор | Чита (Чита)                   | 2:1 (1:0) | Ротор (Волгоград) | Белек, Турция |
|                             | Гаранников 37′ · Фатихов 90′+ | Отчёт     | Борисов 52′       |               |

| 26 февраля 2012 Первый сбор | Чита (Чита) | 1:2 (0:0) | Нафтан (Новополоцк) | Белек, Турция |
|                             | Ванёв       | Отчёт     | н/д · н/д           |               |

| 1 марта 2012 Первый сбор | Чита (Чита)                  | 2:1 (0:1)              | Линдхольм (Нёрресандби) | Белек, Турция |
|                          | Кадырмаев 70′ · Демченко 85′ | Отчёт Отчёт-2 (датск.) | Томас Кворнинг 20′      |               |

| 1 марта 2012 Первый сбор | Сталь (Алчевск)                         | 3:2 (1:0)     | Чита (Чита)      | Белек, Турция |
|                          | Дегтярёв 12′ · Акименко 61′ (пен.), 68′ | Отчёт Отчёт-2 | Алхимов 59′, 69′ |               |

| 5 марта 2012 Первый сбор | Чита (Чита)        | 2:1 (2:0) | Дордой (Бишкек) | Белек, Турция |
|                          | Толмачёв · Векварт | Отчёт     | н/д             |               |

### Второй сбор
16 марта 2012 года футбольный клуб «Чита» отправился на очередной учебно-тренировочный сбор, который должен был пройти в городе Сочи Краснодарского края с 16 марта по 1 апреля. 19 марта футболисты «Читы» в рамках учебно-тренировочного сбора в Сочи провели первый контрольный матч. Соперниками стал молодёжный состав футбольного клуба «Газовик» из города Оренбург. Матч закончился победой читинцев со счётом 2:1 (0:0). Голы на счету Алексея Семёнова (1:0) и Евгения Векварта (2:1). 21 марта футбольный клуб «Чита» на учебно-тренировочных сборах в городе Сочи провёл контрольный матч с командой «Носта» из города Новотроицк, аутсайдером зоны «Урал-Поволжье» второго дивизиона России. Победу со счётом 3:1 (2:0) одержали забайкальские футболисты. Автором первого гола стал Александр Толмачёв (1:0) и дважды отличился Алмаз Фатихов (2:0 и 3:0). Соперники сократили разрыв в счёте на 75-й минуте после того, как в ворота Максима Счастливцева судья назначил пенальти. 22 марта футбольный клуб «Чита» одержал очередную победу в контрольном матче против сочинской команды «Жемчужина-дубль». Читинцы выиграли со счётом 3:1 (2:1). Уже в начале первого тайма сочинцы повели в счёте. Но футболисты «Читы» уступать не собирались и вскоре, благодаря нападающему Алексею Семёнову, цифры на табло сравнялись. Затем Алексей Подпругин вывел читинцев вперёд, удачно сыграв головой после подачи углового. Под занавес встречи отличился Роман Гаврюш, увеличив разрыв в счёте. 27 марта читинцы встречались с футбольным клубом «Сызрань-2003» из города Сызрань в рамках учебно-тренировочного сбора в городе Сочи. Футболисты «Читы» уступили со счётом 2:0 (1:0). Игра проходила с небольшим преимуществом соперника. В первом тайме забайкальцы имели возможность сравнять счёт. Дважды мог отличиться Александр Толмачёв. Во второй половине встречи сразу два футболиста «Читы» вынуждены были покинуть поле из-за травм — вратарь Тимур Рахматуллин на 70-й минуте и полузащитник Евгений Бастов на 75-й минуте. 30 марта контрольный матч читинцев против команды «Губкин» из одноимённого города завершился в пользу соперника со счётом 4:3 (2:1). По мнению тренерского штаба «Читы», игра была равная и интересная, со множеством моментов. Уже на первых минутах читинцы пропустили первый мяч, но через некоторое время Роман Гаврюш счёт сравнял. Практически сразу губкинцы вновь вышли вперёд. С таким счётом и завершился первый тайм. В начале второй половины встречи футболисты «Читы» пропустили третий гол в свои ворота. Затем Александру Симоненко удалось сократить разрыв в счёте на 60-й минуте, а Павлу Гаранникову его сравнять за 10 минут до конца игры. Но буквально через три минуты читинцы пропустили контратаку и вновь «Губкин» вышел вперёд. Таким образом, игра и закончилась со счётом 4:3.
Во время второго учебно-тренировочного сбора в городе Сочи команда провела 5 матчей — в трёх читинцы одержали победу и в двух потерпели поражение. Сразу после завершения сбора, футболисты и тренерский штаб клуба вернулись домой для подготовки к матчам 35-го и 36-го туров продолжающегося сезона 2011/2012 в зоне «Восток» второго дивизиона России.

#### Результаты матчей
| 19 марта 2012 Второй сбор | Чита (Чита)       | 2:1 (0:0) | Газовик (мол.) (Оренбург) | Сочи, Россия |
|                           | Семёнов · Векварт | Отчёт     | н/д                       |              |

| 21 марта 2012 Второй сбор | Чита (Чита)        | 3:1 (2:0) | Носта (Новотроицк) | Сочи, Россия |
|                           | Толмачёв · Фатихов | Отчёт     | н/д 75′ (пен.)     |              |

| 22 марта 2012 Второй сбор | Чита (Чита)                  | 3:1 (2:1) | Жемчужина-д (Сочи) | Сочи, Россия |
|                           | Семёнов · Подпругин · Гаврюш | Отчёт     | н/д                |              |

| 27 марта 2012 Второй сбор | Сызрань-2003 (Сызрань) | 2:0 (1:0) | Чита (Чита) | Сочи, Россия |
|                           | н/д · н/д              | Отчёт     |             |              |

| 30 марта 2012 Второй сбор | Губкин (Губкин)           | 4:3 (2:1) | Чита (Чита)                             | Сочи, Россия |
|                           | н/д · н/д · н/д · н/д 83′ | Отчёт     | Гаврюш · Симоненко 60′ · Гаранников 80′ |              |

## Трансферы

### Зимнее трансферное окно
В межсезонье, ФК «Чита» приобрёл 7 новых игроков, при этом отпустив из клуба только шестерых.

#### Пришли
| Поз. | Игрок               | Прежний клуб              |
| ---- | ------------------- | ------------------------- |
| Вр   | Руслан Евсеев       | Динамо (Бийск)            |
| Защ  | Ян Иванин           | СДЮШОР-Чита               |
| Защ  | Игорь Музычко       | Распадская (Междуреченск) |
| Защ  | Евгений Мотовилов   | Кузбасс (Кемерово)        |
| П/з  | Рафаэль Кадырмаев   | Горняк-2 (Учалы)          |
| П/з  | Константин Маркевич | СДЮШОР-Чита               |
| Нап  | Евгений Алхимов     | Сокол (Саратов)           |

#### Ушли
| Поз. | Игрок             | Новый клуб                |
| ---- | ----------------- | ------------------------- |
| Вр   | Андрей Синицын    | Енисей (Красноярск)       |
| Защ  | Сергей Коваленко  | Распадская (Междуреченск) |
| Защ  | Алексей Подпругин | Енисей (Красноярск)       |
| П/з  | Денис Шеломенцев  | Распадская (Междуреченск) |
| П/з  | Роман Куклин      | Сахалин (Южно-Сахалинск)  |
| Нап  | Кирилл Кочкаев    | свободный агент           |

* В аренду.

** Из аренды.

### Летнее трансферное окно
4 августа 2011 года руководство футбольного клуба «Чита» по обоюдному согласию расторгло трудовые отношения с полузащитником Евгением Щербаковым. Причиной ухода футболиста стали семейные обстоятельства. 31 августа пресс-служба ФК «Чита» сообщила о том, что клуб пополнился двумя новыми игроками, оба из которых ранее выступали в зоне «Урал-Поволжье» второго российского дивизиона, а ими стали центральный защитник Михаил Тюрин и нападающий Алмаз Фатихов.
После закрытия летнего трансферного окна были отзаявлены 2 защитника «Читы». 9 сентября 2011 года был отзаявлен Максим Саранчин, а 3 октября — Евгений Мотовилов.

#### Пришли
| Поз. | Игрок         | Прежний клуб           |
| ---- | ------------- | ---------------------- |
| Защ  | Михаил Тюрин  | Сызрань-2003 (Сызрань) |
| Нап  | Алмаз Фатихов | Октан (Пермь)          |

#### Ушли
| Поз. | Игрок            | Новый клуб      |
| ---- | ---------------- | --------------- |
| П/з  | Евгений Щербаков | свободный агент |

* В аренду.

** Из аренды.

#### Отзаявлены (после летнего трансферного периода)
| Поз. | Игрок             | Новый клуб      |
| ---- | ----------------- | --------------- |
| Защ  | Максим Саранчин   | свободный агент |
| Защ  | Евгений Мотовилов | свободный агент |

* В аренду.

** Из аренды.

### Второе зимнее трансферное окно
6 февраля 2012 года руководство футбольного клуба «Чита» выставило на трансфер трёх игроков — вратаря Руслана Евсеева, защитника Михаила Тюрина и защитника Игоря Музычко. Впоследствии Игорь Музычко остался в расположении команды. Также ранее был отзаявлен защитник Ян Иванин. Уже через 9 дней, 15 февраля 2012 года, ФК «Чита» внёс изменения в заявочный список, дозаявив для участия в Первенстве России 2011/2012 следующих футболистов: Максима Счастливцева (вратарь, 10.05.1986 г. р.), Александра Толмачёва (полузащитник, 09.07.1986 г. р.), Алексея Подпругина (защитник, 02.04.1988 г. р.), Алексея Семёнова (нападающий, 19.04.1994 г. р.), Андрея Первова (полузащитник, 13.05.1995 г. р.) и Андрея Елисеева (полузащитник, 22.05.1991 г. р.). Также 15 февраля были отзаявлены два футболиста «Читы» — вратарь Руслан Евсеев и защитник Михаил Тюрин.

#### Пришли
| Поз. | Игрок              | Прежний клуб                |
| ---- | ------------------ | --------------------------- |
| Вр   | Максим Счастливцев | СКА-Энергия (Хабаровск)     |
| Защ  | Алексей Подпругин  | свободный агент             |
| П/з  | Александр Толмачёв | Радиан-Байкал (Иркутск)     |
| П/з  | Андрей Первов      | СДЮШОР «Краснокаменск»      |
| П/з  | Андрей Елисеев     | Знамя Труда (Орехово-Зуево) |
| Нап  | Алексей Семёнов    | Чита-д                      |

#### Ушли
| Поз. | Игрок         | Новый клуб      |
| ---- | ------------- | --------------- |
| Вр   | Руслан Евсеев | Динамо (Бийск)  |
| Защ  | Ян Иванин     | свободный агент |
| Защ  | Михаил Тюрин  | Якутия (Якутск) |

* В аренду.

** Из аренды.

## Первенство Второго дивизиона России в зоне «Восток»

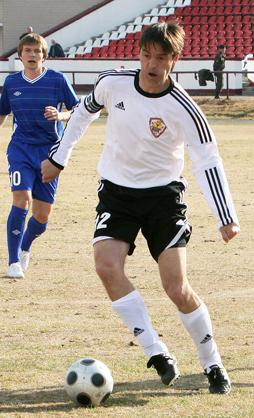
Капитан «Читы» Георгий Гармашов в матче 2-го тура против «Якутии»

Согласно составленному расписанию на сезон 2011/2012, ФК «Чита» пропускает шесть туров в первенстве второго дивизиона России в зоне «Восток», а именно 1-й, 9-й, 19-й, 27-й, 29-й и 37-й тур. Всего в данном розыгрыше первенства состоится 42 тура. 1-й состоялся 23 апреля 2011 года, а последний, 42-й тур прошёл 1 июня 2012 года. ФК «Чита» начал сезон со 2-го тура, который прошёл 26 апреля 2011 года, домашним матчем против клуба «Якутия» из города Якутск. Победу со счётом 1:0, благодаря единственному голу капитана «Читы» Георгия Гармашова, праздновали хозяева. 16 мая 2011 года стало известно, что по результатам голосования на официальном сайте ФК «Чита», лучшим игроком матча «Чита» — «Якутия» был выбран капитан клуба Георгий Гармашов.
3-й и 4-й туры ФК «Чита» провёл на выезде, сыграв в матчах с клубами «Сибиряк» из города Братск и «Сибирь-2» из города Новосибирск. В первом матче, который состоялся 4 мая 2011 года, «Чита» уступила с минимальным счётом 0:1 благодаря единственному голу игрока «Сибиряка» Дмитрия Галина. Второй выездной матч, который прошёл в Новосибирске 7 мая 2011 года против «Сибири-2», «Чита» проиграла с ещё более крупным счётом 0:2 за счёт быстрого гола на 2-й минуте игрока сибиряков Максима Житнева и второго гола, который забил Артём Дудолев. «Чита» больше, чем «Сибирь-2», владела мячом, больше создавала опасных моментов, но в итоге не смогла добиться положительного для себя результата, не забив даже и принципиального «гола престижа». По словам главного тренера «Читы» Андрея Недорезова, результат 0:2 вызывает уважение к сопернику. Также Недорезов отметил, что молодые ребята старались и полученная фора на первых минутах дала им дополнительную мотивацию, тем более, что «Сибирь-2» не знала вкуса побед, а «Чита» же надеялась, что соперники будут ошибаться и мы их за это накажем, а на деле, наоборот, сами ошиблись и не смогли перестроиться.
После двух неудачных игр на выезде ФК «Чита» вернулся домой для того, чтобы провести две игры 5-го и 6-го туров на домашнем стадионе «Локомотив» против клубов «Смена» из города Комсомольск-на-Амуре и «Амур-2010» из города Благовещенск. В первой игре против «Смены», прошедшей 15 мая 2011 года, «Чита» вырвала довольно необходимую для себя победу со счётом 1:0 благодаря прекрасно исполненному голу полузащитника читинцев Евгения Бастова. Александр Симоненко выполнял штрафной удар и отдал пас низом Евгению Бастову, который находился неподалёку, и тот мощным ударом метров с 30 отправил мяч в левый угол ворот. 19 мая 2011 года стало известно, что по результатам голосования на официальном сайте ФК «Чита», лучшим игроком матча «Чита» — «Смена» был выбран Евгений Бастов, забивший единственный мяч в игре. Второй домашний матч против «Амура-2010», прошедший 18 мая 2011 года, «Чита» выиграла с более уверенным счётом 2:0, забив впервые в сезоне больше одного мяча за игру. С первых минут хозяева, настроенные на победный результат, стали нащупывать оборону «Амура-2010». Но гол пришёл, откуда его и не ждали. Вблизи штрафной, защитники «Амура-2010» сбили Романа Гаврюша, и главный судья матча Олег Тринус назначил штрафной удар. Исполнять стандарт доверили Андрею Смышляеву, и он с расстояния 20 метров зарядил футбольный снаряд точно под перекладину. «Чита» уже на 8-й минуте повела во встрече. Второй гол состоялся уже во втором тайме. После атаки «Читы» по правому флангу и дальнейшего прострела в штрафную результат на 67-й минуте укрепил вовремя оказавшийся у мяча Роман Гаврюш. 23 июня 2011 года стало известно, что по результатам голосования на официальном сайте ФК «Чита», лучшим игроком матча «Чита» — «Амур-2010» был выбран Андрей Смышляев, забивший первый мяч в игре и ярко себя проявивший.
26 мая 2011 года «Чите» предстояло сыграть на выезде с текущим на тот момент лидером зоны «Восток» «Металлург-Кузбассом» из города Новокузнецк в матче 7-го тура. За прошедшие шесть туров «Металлург-Кузбасс» не потерпел ни одного поражения, набрал 15 очков и закрепил за собой звание лидера. Матч «Металлург-Кузбасс» — «Чита» вполне заслужил определения — центральный матч тура. Эта встреча могла прервать беспроигрышную серию новокузнечан — в прошлом сезоне «Чита» для «Металлурга-Кузбасса» была неудобным соперником: в трёх матчах новокузнецкие футболисты набрали всего одно очко. Но Андрею Недорезову вновь пришлось решать непростую задачу: кого заявить в состав на игру. Как и прежде, среди травмированных были Евгений Алхимов и Евгений Векварт. Впервые после травмы на поле вышел Михаил Ванёв. Первая половина встречи выдалась экстремальной не только по накалу эмоций, но и по погодным условиям: душная и жаркая погода резко сменилась на сильный ветер, гром, проливной дождь, а к концу первого тайма и град. За две минуты до конца первого тайма у «Металлурга-Кузбасса» отличился защитник Денис Шевелев. После подачи углового у ворот «Читы» он оказался у мяча и с линии штрафной нанёс удар, выведя свою команду вперёд. Счёт 0:1 до конца матча так и не изменился, и в итоге «Чита» игру проиграла. 29 мая 2011 года «Чита» провела свой второй подряд выездной матч против клуба «Кузбасс» из города Кемерово в матче 8-го тура. Игра была равной, опасные ситуации возникали редко. Всё шло к тому, что игра закончится безголевой ничьей, но за пять минут до окончания основного времени читинцев вновь подвело стандартное положение. На 84-й минуте Василий Янотовский подал мяч с левого фланга в штрафную. На дальней штанге возникла борьба, в которой сильнее оказались игроки «Кузбасса» и нападающий Сергей Дзодзиев буквально протолкнул мяч в ворота Тимура Рахматуллина. Судья матча добавил к основному времени пять минут, но шансов сравнять счёт у читинцев уже не было и матч так и закончился, со счётом 0:1.
9-й тур «Чита» пропустила, а в 10-м клубу предстояло на выезде встретится с иркутским «Радиан-Байкалом». Матч 10-го тура состоялся 8 июня 2011 года на стадионе «Локомотив» в городе Иркутск. Игра была равной, а в конце первого тайма «Чита» вполне могла выйти вперёд после удара головой Виктора Навродского, но мяч разминулся со штангой в пяти сантиметрах. На 66-й минуте «Чита» осталась в меньшинстве, после того как вторую жёлтую карточку получил защитник Виталий Беличенко, на 80-й минуте после дальнего удара из-за пределов штрафной Михаила Ванёва «Чита» вышла вперёд и вполне бы могла увезти домой первую выездную победу. Но этого не произошло, так как на 84-й минуте положение сравнял Евгений Дудиков, вышедший на замену на 76-й минуте. Встреча с иркутской командой прервала безвыигрышную серию читинской команды. «Чита» привезла первое очко с выезда, что имеет скорее психологическое значение, чем турнирное.

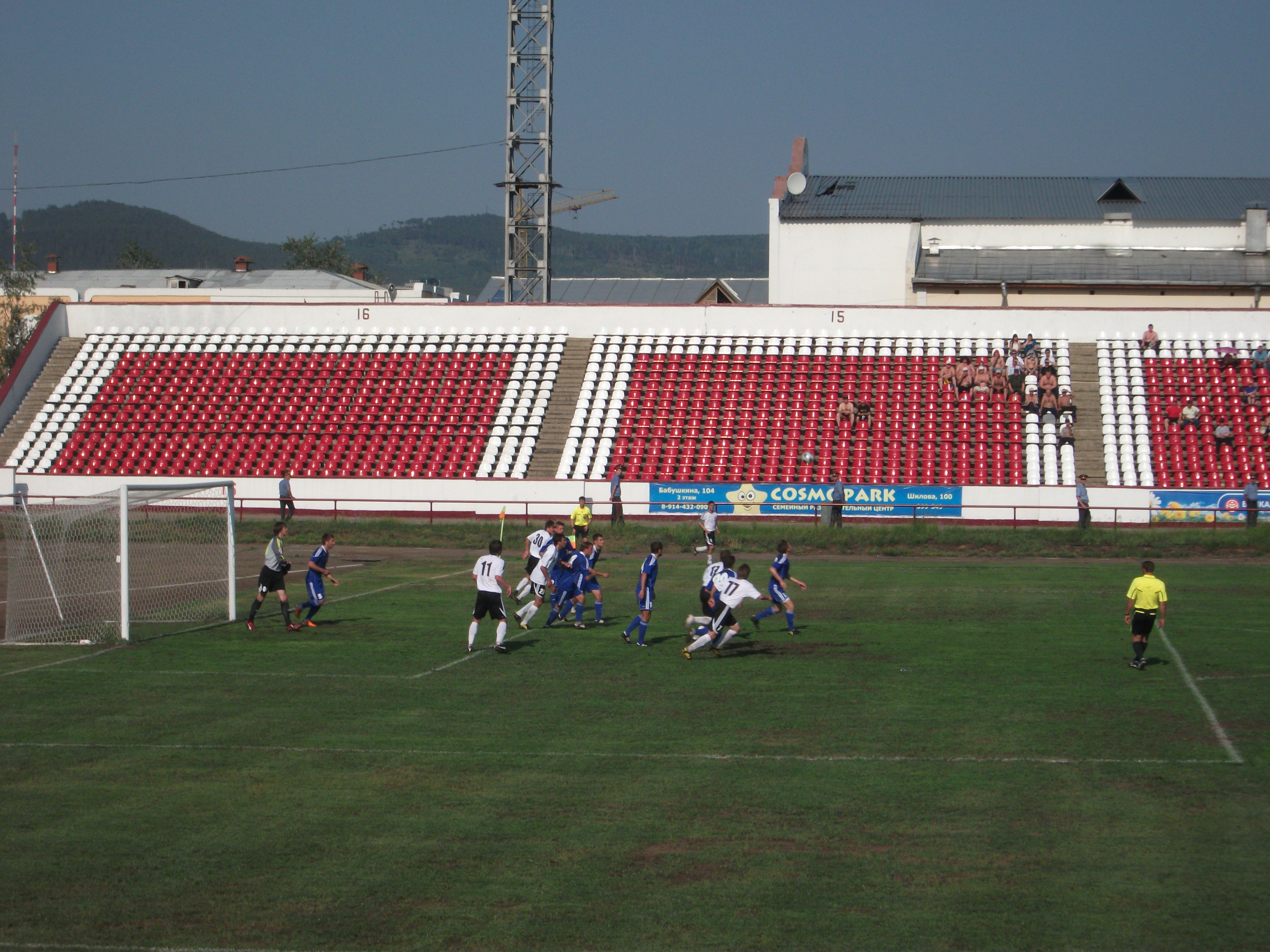
Борьба за мяч в матче 12-го тура «Чита» — «Иртыш»

После первого заработанного очка на выезде «Чита» вернулась домой для того, чтобы в матчах 11-го и 12-го туров принять у себя клубы «Динамо» из города Барнаул и «Иртыш» из города Омск. В первом матче против барнаульцев, который состоялся 17 июня 2011 года, «Чита» встретила сопротивление довольно крепкого соперника, который на тот момент являлся лидером восточной зоны. Матч с командой, одержавшей семь побед в девяти играх, занимающей первую строчку в турнирной таблице, предвещал игру с обилием опасных моментов и накалом страстей. Хозяева уже давно не выигрывали и после длительного выезда перед своими болельщиками во что бы то ни стало старались обыграть соперника. Одержать победу не удалось, но зрелищный и захватывающий футбол зрители, пришедшие на стадион в 37-градусную жару, всё-таки увидели. Несмотря на то, что «Чита» создавала больше опасных моментов, первыми забили игроки «Динамо». Произошло это на 72-й минуте после одной из редких контратак гостей, в которой отличился Сергей Шумилин после удара, когда мяч рикошетом от штанги влетел в ворота. На 88-й минуте встречи Евгений Алхимов вышел один на один с вратарём — Юрий Дюпин в отчаянии бросился в ноги нападающему читинцев и уронил его вблизи ворот. Судья показал голкиперу «Динамо» красную карточку за фол последней надежды и удалил с поля. А за нарушение правил назначил пенальти. На замену полевому игроку вышел вратарь Александр Джульдинов, но парировать удар Евгения Щербакова с одиннадцатиметровой отметки не смог, вследствие чего игроки «Читы» сравняли счёт, а матч так и закончился со счётом 1:1. 23 июня 2011 года стало известно, что по результатам голосования на официальном сайте ФК «Чита», лучшим игроком матча «Чита» — «Динамо» был выбран Евгений Алхимов, очень ярко себя проявивший в игре и заработавший пенальти под занавес встречи. В матче 12-го тура ФК «Чита» принимал омский «Иртыш», который по результатам прошлого сезона вылетел из первого дивизиона России, а в текущей на тот момент турнирной таблице находился на 9-м месте, вслед за «Читой», которая занимала 8-ю строчку в зональной группе. Гости очень быстро вышли вперёд, после того, как на 8-й минуте мяч угодил в штангу ворот «Читы», а на добивании удачно оказался игрок «Иртыша» Константин Гарбуз. Несмотря на ровную игру, читинцам в конце первого тайма удалось сравнять счёт после того, как прострел в штрафную успешно замкнул Виктор Навродский. Во втором тайме ситуация не изменилась, игра шла от ворот до ворот. Но на 88-й минуте форвард читинцев Евгений Алхимов удачно убежал от защитников «Иртыша» и пробросил мяч мимо набегающего вратаря, после чего футбольный снаряд закатился в ворота. Матч закончился со счётом 2:1. Эта игра стала 10-й для ФК «Чита» в сезоне 2011/12, а знаменательным стало то, что в этой игре впервые в сезоне отличился кто-либо из нападающих клуба, причём голы забили сразу два разных форварда, а именно Виктор Навродский и Евгений Алхимов. 9 июля 2011 года стало известно, что по результатам голосования на официальном сайте ФК «Чита», лучшим игроком матча «Чита» — «Иртыш» был выбран защитник читинцев Игорь Куц.
В 13-м туре «Чите» на выезде предстояло встретиться с клубом «Сахалин» из города Южно-Сахалинск. Подогретые победой дома в прошлом туре читинцы торопились создать себе голевой задел. В первые тридцать минут преимущество «Читы» было заметным: забайкальцы чаще владели мячом, гостили на половине поля хозяев. Однако счёт открыли сахалинские футболисты. Произошло это на 14-й минуте встречи. Арбитр зафиксировал нарушение правил в штрафной гостей, где защитники сбили Романа Куклина, бывшего игрока ФК «Чита», и назначил пенальти. Успешно реализовал одиннадцатиметровый удар Сергей Виноградов, разведя мяч и вратаря по разным сторонам. Пропущенный мяч только добавил активности читинцам. Но в одних случаях опасным ударам по воротам Андрея Кондратюка не хватало точности, в других голкипер выручал команду. Сахалинцы торопились, и зачастую это им мешало. Так, дважды за игру Роман Куклин забивал гол в ворота «Читы» из положения «вне игры». На 25 минуте шанс сравнять счёт появился у Евгения Алхимова после назначения штрафного удара. Удар игрока «Читы» с расстояния 40 метров получился сильным, но вратарь хозяев успел зафиксировать мяч. Под занавес первого тайма соперники заставили поволноваться Тимура Рахматуллина. После подачи углового на углу вратарской оказался Вячеслав Родин и головой пробил по воротам «Читы». Голкипер среагировал мгновенно и буквально вытащил мяч из «девятки».
Во второй половине матча хозяева играли на удержание счёта, попытки атаковать были, но редко и не опасно. А вот защиту сахалинцев читинская команда проверяла на прочность не раз. Учитывая, что запасных у «Сахалина» было мало, заменить уставших игроков было просто некому. И вот на 90-й минуте читинцам всё-таки удалось сравнять счёт. Вышедший на замену Павел Гаранников ворвался в штрафную и результативно пробил по воротам «Сахалина», выровняв положение на последней минуте игры. В 14-м туре «Чита» прибыла в Уссурийск для того, чтобы сразиться с местным клубом «Мостовик-Приморье». Тридцатиградусная жара, установившаяся в день игры в Уссурийске, не добавляла активности в действиях обоих соперников. В первой половине встречи игра проходила в медленном темпе. В целом дебют матча запомнился лишь двумя опасными моментами у ворот «Читы», в первом случае спас Тимур Рахматуллин, во втором — игроков «Мостовика» подвела неточность. На перерыв команды ушли, так и не открыв счёт. Ничья не устраивала ни ту ни другую команду, и во втором тайме команды стали действовать активнее. Переломить ход встречи удалось «Чите» на 76 минуте. Вышедший на замену Павел Гаранников (как и в прошлом матче с «Сахалином») оказался автором единственного гола. Андрей Смышляев сделал навесную передачу в штрафную соперника, и Павел головой отправил мяч в верхний угол ворот. После пропущенного гола уссурийские футболисты на некоторое время перехватили инициативу и устроили навал на ворота Тимура Рахматуллина. Защитники «Читы» успешно справлялись со своими задачами и ударов по воротам не допускали. В одном из эпизодов после розыгрыша штрафного Тимуру Рахматуллину всё-таки пришлось вступить в игру, но голкипер сыграл безупречно, вытащив сложный мяч из верхнего угла. Под занавес читинцы могли отличиться ещё раз: на 90-й минуте Андрей Смышляев ворвался в штрафную соперника и прострелил на дальнюю штангу. Удар был слишком сильным, и Игорь Куц, замыкавший прострел в падении, не попал в ворота. Читинцы открыли счёт победам на выезде и прервали беспроигрышную домашнюю серию «Мостовика-Приморье».
В 15-м туре «Чите» вновь предстояло встретиться с клубом «Сахалин» из города Южно-Сахалинск, но только уже на домашнем поле. Несмотря на то, что большую часть времени «Чита» провела в меньшинстве (на 26-й минуте за вторую жёлтую карточку удалили Евгения Бастова), забайкальские футболисты не только умело оборонялись, но и смогли увеличить преимущество. Сначала на 18-й минуте после навеса Евгения Щербакова свой третий мяч в сезоне забил Павел Гаранников, опередив защитника и отправив мяч головой в створ ворот, затем отличился и сам Щербаков, умело перебросив стенку со штрафного удара на 39-й минуте. Во втором тайме счёт не изменился, и игра так и закончилась, с конечным результатом 2:0. В 16-м туре, как и два тура назад, «Чита» вновь встретилась с «Мостовиком-Приморье», но только уже в родных стенах. Погодные условия, мягко говоря, внесли свои коррективы. Тактические задумки оказались бессильны перед стихией. Поле за несколько минут превратилось в одну большую лужу и, как отметил на пресс-конференции наставник гостей, на футбол это было мало похоже, скорее это можно было назвать вознёй в грязи. Но, тем не менее, ливень, хлынувший практически одновременно с началом матча, а также раскаты грома и молния на футболистов подействовали ободрительно. Активных атакующих действий и опасных моментов было предостаточно. Происходящее на поле напоминало сражение. Уже на 4-й минуте Евгений Щербаков открыл счёт после розыгрыша штрафного. Затем, при усилении природной стихии, игра пошла на встречных курсах. На 39-й минуте гости смогли выровнять положение. «Мостовик-Приморье» заработал два угловых подряд, второй оказался удачнее. После навеса в штрафной возникла сутолока, и Максим Бондаренко оказался расторопнее других, протолкнув мяч в ворота. За пять минут до конца первого тайма Павел Гаранников вышел один на один с вратарём, но слишком далеко отпустил мяч и Суворов успел к нему быстрее. За минуту до перерыва читинцам буквально повезло. Защитники не смогли остановить нападающего гостей и он, ворвавшись в штрафную, нанёс удар в сторону ворот. Мокрый и скользкий мяч буквально остановился в двух метрах от ворот, застряв в луже. Решающий гол в этой встрече на 70-й минуте забил Евгений Алхимов после длительной комбинации хозяев поля. Матч закончился со счётом 2:1, а читинцы приплюсовали ещё три очка к своей копилке.
В 17-м туре ФК «Чита» прибыл в Барнаул для того, чтобы сыграть со второй командой зоны «Восток» — местным «Динамо». Счёт был открыт уже на 6-й минуте после того, как оставшись без внимания на правом фланге Олег Дмитренко опасно прострелил в штрафную читинцев. Далее последовал первый угловой у ворот «Читы» и сразу же обернулся голом: единоборство в воздухе выиграл защитник «Динамо» Андрей Майборода, отправив мяч в верхний угол ворот. Быстрый гол внёс растерянность в действия читинцев, но времени было достаточно, чтобы изменить счёт. Опасный момент удалось создать читинцам на 37-й минуте после того, как Андрей Смышляев сильно пробил по воротам, но барнаульский голкипер Юрий Дюпин с трудом завладел мячом. Под занавес первого тайма дважды могли отличиться хозяева. Сначала Иван Горюнов попал в штангу, затем Сергей Шумилин в выходе один на один не смог переиграть читинского голкипера. После перерыва хозяева вновь устремились в атаку и Иван Горюнов нанёс удар, после чего мяч прошёл в нескольких сантиметрах от штанги. На 49-й минуте в штрафной читинцев судья зафиксировал нарушение за игру рукой и указал на точку. Иван Горюнов, заработавший пенальти, сам же его реализовал, установив окончательный счёт матча 2:0. Переломить ход встречи читинцы пытались, но мало что получалось. Оборона соперника выигрывала поединки. На 78-й минуте мог отличиться Евгений Алхимов, но Юрий Дюпин вышел навстречу и помешал точному удару. Вышедший на замену Виктор Навродский заметно оживил игру, создав два опасных момента. В первом, на 70-й минуте, читинский нападающий попробовал обыграть защитника, но мяч сорвался и пролетел в считанных сантиметрах над перекладиной. Во втором, уже в добавленное время, Навродский нанёс удар из центральной зоны, но мяч попал точно во вратаря. Два угловых, поданных читинцами перед финальным свистком, результата не принесли. 18-й тур первенства ФК «Чита» тоже провёл на выезде. На этот раз соперником стал омский «Иртыш». Несмотря на существенную разницу в турнирном положении команд и кадровые проблемы у «Иртыша» отличиться читинским футболистам не удалось. За всю команду, как и в матче с «Радиан-Байкалом», безупречно сыграл омский голкипер Сергей Бородин. На 18-й минуте у ворот «Читы» хозяева заработали штрафной удар. Константин Гарбуз пробил, но мяч перевели на угловой. Подавать стандарт вновь вышел Гарбуз, который навесил на дальнюю штангу. Порыв ветра изменил направление мяча и выбежавший из-за спин защитников Дмитрий Комогоров отправил спортивный снаряд в верхний угол ворот, выведя омичей вперёд. Снова читинцы пропустили и опять из стандартного положения. Шанс сравнять счёт у «Читы» появился во втором тайме. На 61-й минуте на замену Александру Симоненко вышел Евгений Щербаков, и уже через три минуты в ворота «Иртыша» был назначен пенальти, реализовать который доверили Щербакову. Но отличный шанс сравнять счёт был упущен. Сергей Бородин угадал направление и справился с ударом. В оставшиеся полчаса хозяева укрепили свои оборонительные порядки с целью удержать счёт. Гости же старались раскачать оборону соперника. Но получалось это не убедительно. До конца встречи счёт так и не изменился.
19-й тур «Чита» пропустила, а в 20-м клубу предстояло дома вновь встретится с иркутским «Радиан-Байкалом». Матч 20-го тура состоялся 11 августа 2011 года на стадионе «Локомотив» в городе Чита. Победа в этом матче решала если не всё, то многое. Разница в 2 очка между соперниками и плотность турнирной таблицы не давала повода расслабляться — выигрыш мог приблизить читинцев к лидерам, а поражение — отбросить в нижнюю часть таблицы первенства. Счёт был открыт на 28-й минуте. Павел Гаранников, получив передачу с правого фланга, с близкого расстояния пробил по воротам. Вратарь «Радиан-Байкала» Сергей Баркалов мяч отбил, но как-то неуверенно, этим и воспользовался Павел, буквально протолкнув мяч в сетку. Преимущество читинцев было недолгим. Буквально через 5 минут Николай Шиков, получив передачу из глубины поля, опередил покинувшего свой пост Рахматуллина и головой отправил мяч в пустые ворота. На первых секундах второго тайма хозяева вышли вперёд и в первой же атаке забили гол. Автором стал Евгений Алхимов, который переиграл защитника и отправил мяч мимо вратаря. Сравнять счёт «Радиан-Байкалу» удалось на 65-й минуте. Сначала Сергей Боровский угрожал воротам «Читы» с левого фланга, затем последовал удар с правого фланга — Рахматуллин мяч отбил, но подоспел Алексей Некрасов и с близкого расстояния отправил мяч в сетку ворот. Разочарованию болельщиков не было предела. Времени и шансов, чтобы вырвать победу оставалось всё меньше. Более того, на 72-й минуте иркутяне едва не увеличили счёт — Алексея Некрасова подвела неточность. Несмотря на попытки обеих команд изменить положение, счёт 2:2 до конца встречи так и не изменился.
В 21-м туре, который состоялся 18 августа 2011 года, «Чите» предстоял поединок с лидером зоны «Восток» — новокузнецким «Металлургом-Кузбассом». Несмотря на безусловное преимущество гостей в турнирном положении, читинцы выглядели на поле инициативнее и энергичнее. Подопечные Андрея Недорезова создали как минимум семь голевых моментов у ворот новокузнечан против трёх у гостей. Судя по статистике матча, ударов по воротам со стороны ФК «Чита» оказалось не меньше, но в большинстве случаев забайкальских футболистов подводила реализация и, мягко говоря, неадекватные решения судьи. Вопреки всем обстоятельствам читинцам всё же удалось обрести заслуженную победу, пусть и с минимальным счётом. Единственный гол с пенальти на 66-й минуте забил Евгений Алхимов. В 22-м туре, который состоялся 21 августа 2011 года, «Чита» принимала «Кузбасс» из города Кемерово. С первых минут встречи хозяева предприняли попытки подойти к воротам соперника. Роман Гаврюш, пройдя по правому флангу, навешивал в штрафную площадь — на пути мяча оказался защитник. На 7-й минуте гости провели контратаку, и Сергей Дзодзиев открыл счёт. Через минуту опасный момент возник у ворот вратаря гостей Арама Айрапетяна — Евгений Алхимов сыграл головой, однако голкипер в последнюю минуту оказался на пути мяча, летевшего в створ ворот. Кемеровчане не теряли надежды увеличить преимущество. На 9-й минуте в ворота целился Александр Гимранов, но Игорь Куц справился с ударом, выбив мяч на угловой. На этом опасные моменты со стороны «Кузбасса» были исчерпаны. Разве что в добавленное к первому тайму время тот же Дзодзиев мог отличиться ещё раз, оказавшись в одиночестве у ворот «Читы», однако ему не повезло, и нападающий пробил неточно. Второй тайм оказался более результативным для команды и интересным для читинских болельщиков. На 47-й минуте Евгений Алхимов ворвался в штрафную площадь соперника, но был сбит, и решением главного арбитра был назначен 11-метровый. Реализовал пенальти он сам, разведя мяч и вратаря по разным углам, чем сравнял счёт на 48-й минуте. Уже спустя три минуты Айрапетян снова был вынужден доставать мяч из сетки своих ворот. Читинцев вывел вперёд Андрей Смышляев. Мяч оказался у Георгия Гармашова — капитан команды не рискнул нанести удар и отдал передачу Смышляеву, находившемуся в более выгодной позиции. Противостоять удару полузащитника вратарь не смог. Далее игра пошла, как говорится, на встречных курсах. Дважды мог отличиться «Кузбасс» в лице Евгения Оноприенко. У читинцев не реализовал выход один на один Роман Гаврюш. В одном из эпизодов гостей спасла перекладина, в другом — Михаил Ванёв со штрафного удара попал в руки вратарю. Под занавес встречи, на 88-й минуте, Павел Гаранников вновь огорчил голкипера гостей и порадовал болельщиков. Итог встречи — 3:1.

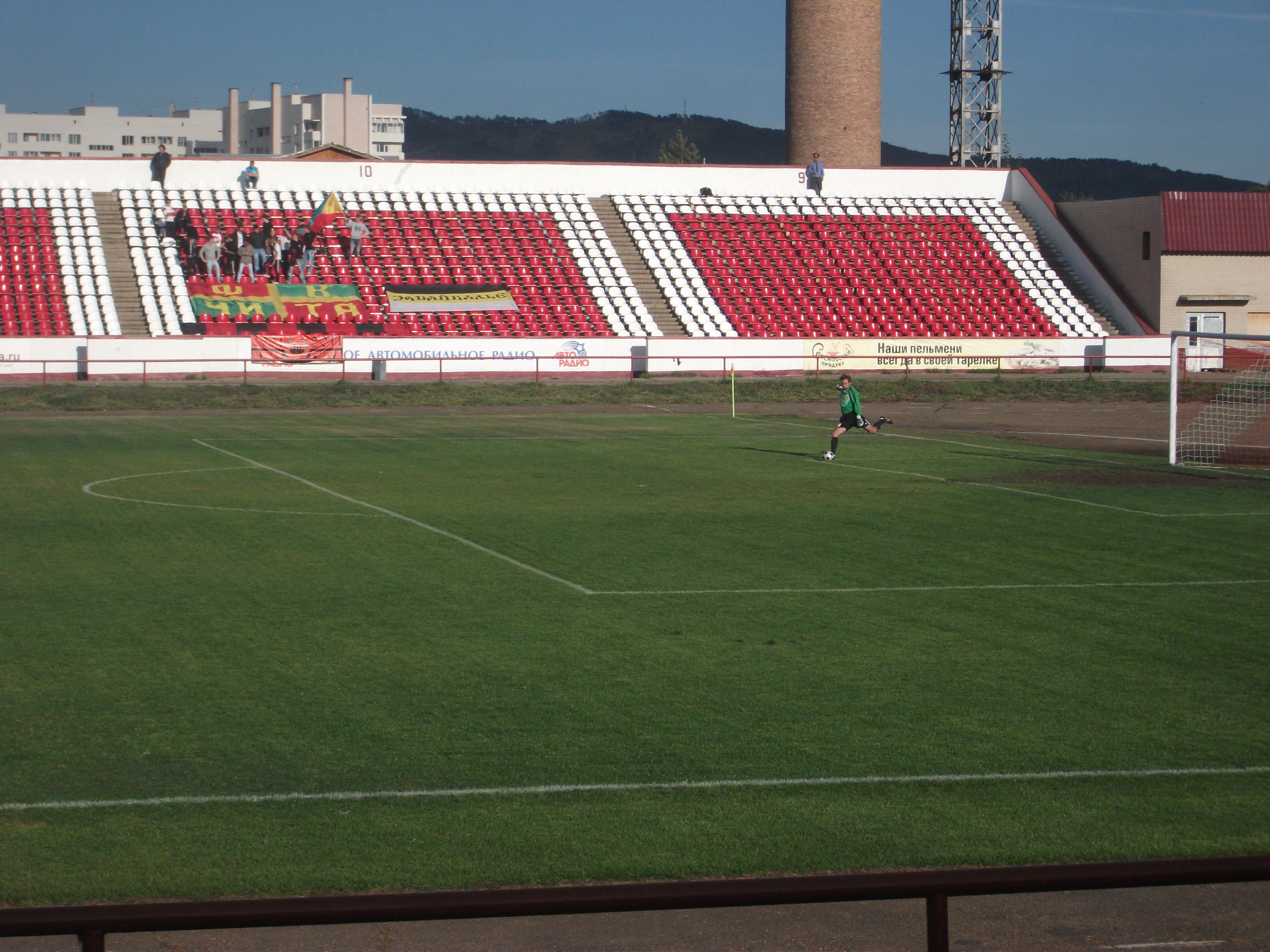
Вратарь «Читы» Руслан Евсеев вводит мяч в игру

В 23-м туре, который прошёл 28 августа 2011 года, ФК «Чита» прибыл в Комсомольск-на-Амуре для того, чтобы сыграть с местной командой «Смена». Начало встречи проходило с территориальным преимуществом читинцев. Контроль мяча также остался за гостями. Угроза воротам хозяев чаще всего возникала с правого фланга, где активно действовал Роман Гаврюш. Читинский полузащитник опасно простреливал в штрафную комсомольчан, но не хватало завершающего удара по воротам. Мяч в воротах «Читы» оказался на 22-й минуте после подачи углового, когда счёт открыл игрок «Смены» Илья Левин. В отличие от забайкальских футболистов, которым стандарты в этом сезоне удаются не особо хорошо, у футболистов «Смены» шансы забить после подачи угловых возникали по ходу игры ещё несколько раз. Другие атаки хозяев до 100 % голевых моментов так и не доходили. «Чита» пыталась прорваться к воротам соперника, но большинство атак заканчивались на подступах к штрафной. Итог встречи — 1:0. В 24-м туре, который прошёл 31 августа 2011 года, ФК «Чита» играл в Благовещенске с местной командой «Амур-2010». Поражение от «Смены» в прошлом туре не оставляло вариантов читинцам — во что бы то ни стало одержать победу и привезти с выезда три очка. Настрой хозяев оказался не менее амбициозным, так как накануне они уступили команде «Радиан-Байкал» со счётом 1:2 и спешили реабилитироваться перед своими болельщиками. Читинцы дважды выходили вперёд по ходу встречи за счёт голов Михаила Ванёва и Евгения Алхимова, но каждый раз амурчанам удавалось сравнивать счёт. В обоих случаях отличился игрок «Амура-2010» Максим Филиппов. Казалось, исход встречи уже ничто не изменит. Но в последнюю минуту дополнительного времени защитник «Амура-2010» Сергей Ухарев сваливает в штрафной Павла Гаранникова. Судья незамедлительно указывает на одиннадцатиметровую отметку. Реализовать пенальти доверили Евгению Алхимову и он не промахнулся, забив победный гол и отметившись дублем в этой встрече. Матч закончился со счётом 2:3.

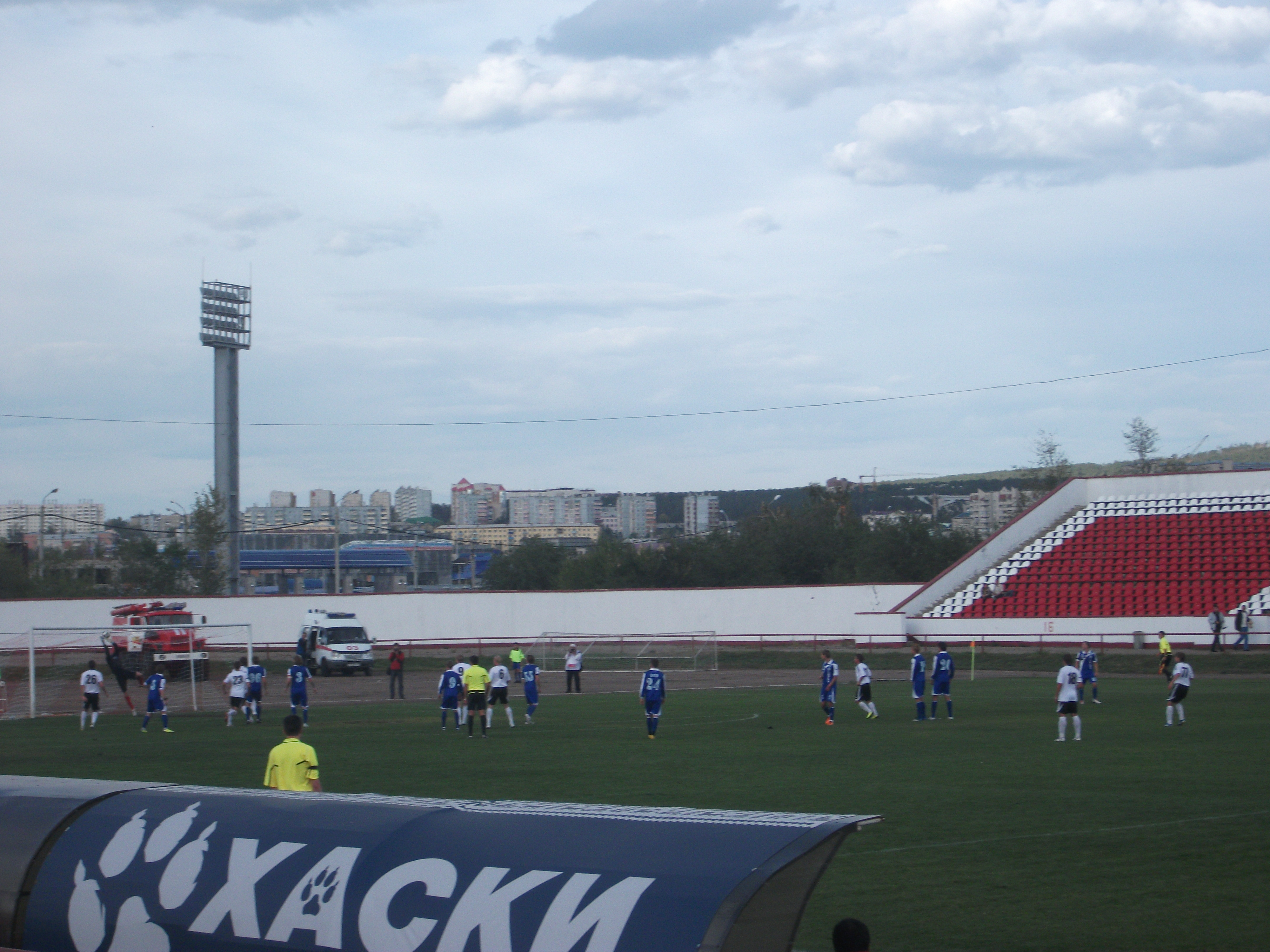
Вратарь «Сибири-2» Илья Трунин парирует удар со штрафного Александра Симоненко

В 25-м туре, который состоялся 7 сентября 2011 года, «Чита» принимала клуб «Сибиряк» из города Братск. В составе «Читы» произошли перестановки. Основной голкипер Тимур Рахматуллин, получивший в последнем выездном матче травму, был заменён на Руслана Евсеева. Также из-за проблем со здоровьем не мог принять участие в матче с «Сибиряком» капитан команды Георгий Гармашов. Читинцы начали встречу активно. В первые десять минут хозяева поля дважды навешивали в штрафную площадь, заработали два угловых и пробили один штрафной удар. Вратарь гостей Кирилл Кондратьев ликвидировал все опасные ситуации. На 23-й минуте попытки читинцев увенчались успехом. После штрафного удара в исполнении Виталия Селецкого мяч попал в ногу защитника и отскочил на правый фланг. Там не растерялся Роман Гаврюш и мощно пробил под перекладину, открыв счёт в матче. Футболисты «Сибиряка» не сдавались и предпринимали попытки для взятия ворот. На правом фланге Александр Бодялов упустил Алексея Сабанова и вынужден был нарушить правила, сбив игрока гостей. Так случилось, что оба игрока оказались в этот момент в пределах штрафной площади. Судья указал на 11-метровую отметку. Пенальти доверили исполнять вратарю братчан Кириллу Кондратьеву. Голкипер был точен. Руслан Евсеев хоть и угадал направление мяча, но отразить сильный удар в правый нижний угол не сумел. «Сибиряк» сравнял счёт на 36-й минуте. В начале второго тайма обстановка на поле накалилась: равный счёт не устраивал в большей степени читинцев, но и гости провели пару контратак. И всё-таки территориальное и игровое преимущество было на стороне хозяев. На 72-й минуте отличился Евгений Алхимов, после того как на выходе ошибся Кирилл Кондратьев, не зафиксировав мяч. Нападающий «Читы» свой шанс не упустил. А буквально через две минуты Павел Гаранников увеличил преимущество в счёте после отскока мяча от защитника «Сибиряка». После этого гости откровенно сникли. Им не хватило ни сил, ни желания бороться, а матч мог закончиться и с более крупным счётом. Но этого не произошло. Окончательный счёт матча — 3:1.

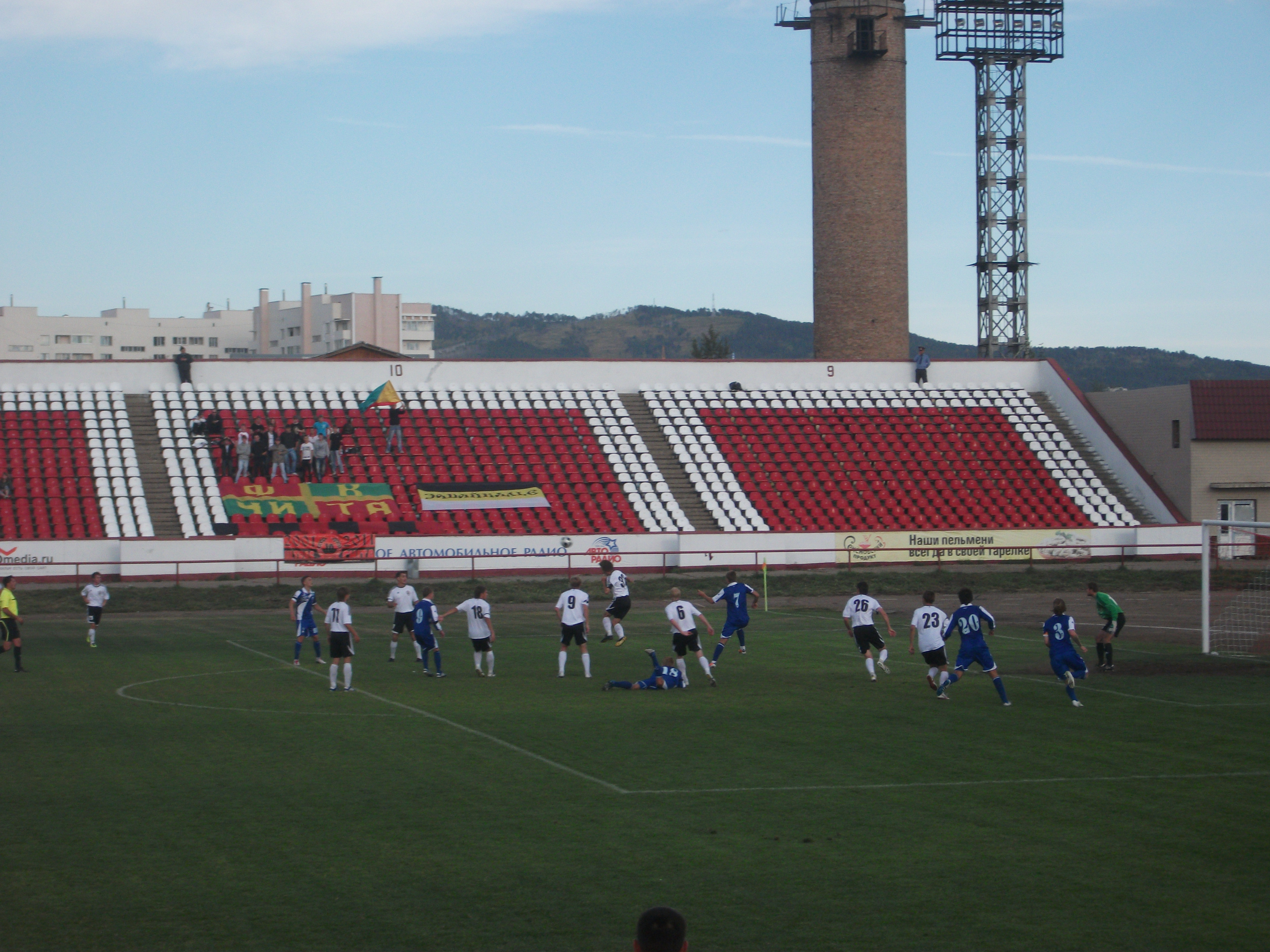
Александр Бодялов выбивает мяч из штрафной в матче 26-го тура «Чита» — «Сибирь-2»

В 26-м туре, состоявшемся 10 сентября 2011 года, читинцы принимали клуб «Сибирь-2» из города Новосибирск. Соперники встречались в матче 4-го тура. Тогда читинцы уступили молодой «Сибири-2» на выезде со счётом 0:2. На этот раз болельщики ждали реванша и шли на матч в предвкушении победы. Казалось, что вопрос о победителе можно не ставить, так как новосибирская команда хотя и показывает неплохую игру, но фактически является аутсайдером турнирной таблицы. В стартовом составе хозяев поля вновь не было Георгия Гармашова и основного вратаря Тимура Рахматуллина из-за травмы. Виктор Навродский по состоянию здоровья также пропускал матч. На игру были заявлены два новичка команды, а именно Алмаз Фатихов и Михаил Тюрин. Перед началом матча игроки и болельщики минутой молчания почтили память хоккейной команды «Локомотив» из Ярославля, погибшей в авиакатастрофе 7 сентября. Игра началась довольно феерично. Не успел диктор по стадиону зачитать составы команд, а счёт был уже открыт. В первые секунды читинцы провели атаку, и мяч ушёл на угловой. Стандарт вышел исполнить Андрей Смышляев. Мяч заметался в штрафной, но расторопнее всех оказался Евгений Алхимов, который и забил мяч в сетку. Он стал автором первого и самого быстрого гола зоны «Восток», забив гол на 1-й минуте встречи. «Сибирь-2» сравняла счёт на 35-й минуте встречи после того, как Леонид Зуев исполнил штрафной удар с 25 метров, забив мяч в ближнюю «девятку» ворот «Читы». Несмотря на многочисленные попытки футболистов «Читы» вырвать победу и подавляющем преимуществе в игре, им так и не удалось больше забить ни единого гола.
Самой крупной гостевой победой для «Читы» в сезоне 2011/2012 завершился матч 28-го тура против якутской «Якутии». Игра состоялась 21 сентября 2011 года. Всего в матче было забито 4 мяча, причём все голы были забиты читинцами. В первом тайме, после навеса Игоря Куца, счёт на 28-й минуте открыл Павел Гаранников, забив уже седьмой гол в сезоне. Во втором тайме вратаря «Якутии» Кирилла Суховершу читинцы огорчили ещё трижды. Андрей Смышляев увеличил преимущество забайкальцев на 73-й минуте, но самое интересное было впереди. С разницей в две минуты читинцы ещё дважды поразили ворота хозяев — на 82-й минуте автором третьего гола стал Михаил Ванев, а на 84-й ошибкой защитника воспользовался Евгений Бастов. Вопрос о победителе был снят. Окончательный счёт матча — 0:4.
Очень ярким получился матч 30-го тура, в котором читинцы принимали якутскую «Якутию», обыгранную в предыдущем туре в гостях со счётом 0:4. Игра состоялась 1 октября 2011 года. В первом тайме «Чита» вышла вперёд уже с преимуществом в три мяча за счёт хет-трика Евгения Алхимова, оформленного им в течение 9 минут (голы забивались на 27-й, 33-й и 36-й минутах). Ассистентом первого гола стал Игорь Куц, второго — Михаил Ванёв, а третьего — Роман Гаврюш. По итогам данного тура Алхимов с 12 голами вышел на второе место в списке бомбардиров зоны «Восток» после игрока ФК «Сахалин» Сергея Виноградова, у которого 14 мячей. Во втором тайме ещё один гол «Читы» забил вышедший на замену Виктор Навродский, праздновавший в этот день своё 25-летие. Виктор вышел на замену на 71-й минуте, а уже спустя минуту смог забить гол. Уже в компенсированное время второго тайма покер мог оформить Евгений Алхимов, но не смог переиграть вратаря «Якутии» Максима Глейкина при выходе один на один. Итогом встречи стала убедительная победа «Читы» со счётом 4:0, полностью «отзеркаливающим» счёт предыдущего матча.
В 31-м туре, который прошёл 8 октября 2011 года, ФК «Чита» прибыл в Братск для того, чтобы сыграть с местной командой «Сибиряк». Начало встречи проходило с территориальным преимуществом читинцев. Но из-за ошибок в обороне «Чита» пропустила уже к 31-й минуте, а через 7 минут читинцам забили и второй гол. Через пару минут «Чите» удалось отквитать один мяч. У ворот хозяев читинцы заработали штрафной удар. Михаил Ванёв сделал передачу на дальнюю штангу, где первым на мяче оказался Роман Гаврюш, но его удар пришёлся во вратаря. Мяч отлетел к Павлу Гаранникову, который первым ударом также попал в Кирилла Кондратьева, а вторым поразил створ ворот братчан. Во втором тайме «Чита» полностью завладела преимуществом — и территориальным, и в контроле мяча. Но создать какие-либо опасные моменты ни той, ни другой команде не удалось. Игра проходила, как говорится, по счёту: братчане стремились удержать цифры на табло и, соответственно, всей командой ушли в оборону, а читинские футболисты продолжали прессинговать хозяев. Особенно отчётливо это проявилось за 10 минут до конца встречи. Здесь в игру часто приходилось вступать голкиперу «Сибиряка» Кириллу Кондратьеву, и надо сказать, что со своей задачей он справился успешно. Итог встречи — 2:1. В 32-м туре, который прошёл 11 октября 2011 года, ФК «Чита» прибыл в Новосибирск для того, чтобы сыграть с местной командой «Сибирь-2». В самом начале встречи активнее выглядели хозяева. В первую десятиминутку им удалось трижды отправить мяч в сторону ворот «Читы», однако в двух случаях новосибирцы не попали в створ, а в третьем Тимур Рахматуллин завладел мячом. Вторая часть первого тайма проходила уже под диктовку гостей. Читинцы поочерёдно наносили удары: сначала Евгений Алхимов, потом Артём Дробышев, Евгений Бастов, Александр Симоненко, Андрей Смышляев. Зачастую новосибирскую команду выручал голкипер. Так, после удара Андрея Смышляева с угла штрафной, Трунин вытащил мяч из-под перекладины и едва перевёл на угловой. И всё-таки реализовать один из немногочисленных моментов смогли хозяева, открыв счёт на 36-й минуте. Отличился Максим Городцов. С первых минут второго тайма читинцы захватили инициативу в свои руки. На 50-й минуте Андрей Смышляев подавал штрафной, мяч заметался вблизи ворот «Сибири-2», но защитникам удалось блокировать удары. Затем последовали два угловых, не принёсших «Чите» результата. Ключевой момент в матче произошёл на 56-й минуте: сначала был удалён Евгений Алхимов за то, что в борьбе за мяч наступил на Сергея Короткова. Эпизод был спорный и вопрос — заслуженно ли получил Алхимов красную карточку — так и остаётся неясным. Посовещавшись с помощниками, арбитр уравнивает составы команд, удалив и второго участника момента — Сергея Короткова. В первом тайме у полузащитника «Сибири-2» уже было предупреждение за неспортивное поведение, и вторая жёлтая карточка автоматически стала красной. Попав в трудное положение, обе команды заиграли активнее. Читинцы могли отличиться трижды во втором тайме, но сначала удар головой Михаила Ванёва после подачи с фланга ликвидировал Илья Трунин, ещё через пять минут удар Артёма Дробышева после розыгрыша углового вновь парировал новосибирский голкипер. На 81-й минуте Андрей Недорезов произвёл замену: Романа Гаврюша не правом фланге заменил Евгений Векварт. И замена оказалась результативной. Именно Векварт сравнял в итоге счёт. В последний момент — на 94-й минуте читинцам удалось вырвать ничью. Евгений с линии штрафной площади оказался точен, отправив мяч под перекладину. Итог встречи — 1:1.
В 33-м туре, состоявшемся 19 октября 2011 года, читинцы принимали клуб «Смена» из города Комсомольск-на-Амуре. Читинские болельщики ждали от своей команды только победы. И несмотря на минимальный счёт и нервную игру, «Чита» заработала три очка и прочное место в тройке лидеров. В составе читинцев отсутствовали ключевые игроки — вратарь и нападающий. Тимур Рахматуллин пропускал матч из-за перебора жёлтых карточек, а Евгений Алхимов за удаление в предыдущем туре был дисквалифицирован на 2 матча. Единственный гол был забит сразу после перерыва. В первой же атаке «Читы» защитники «Смены» грубо сыграли против Евгения Бастова у боковой линии. Стандарт доверили исполнить Александру Симоненко. Он навешал в штрафную, где головой попытались сыграть сразу несколько игроков, но Михаил Ванёв выиграл борьбу «на втором этаже» и отправил мяч в дальний угол ворот на 47-й минуте встречи. Итог матча — 1:0.
Разгромом «Амура-2010» из Благовещенска завершился последний матч 2011 года, состоявшийся 22 октября. В игре 34-го тура удалось отличиться сразу трём футболистам, не забивавшим в сезоне 2011/2012 ранее. Также во второй игре подряд сумел отличиться защитник Михаил Ванёв, забивший в предыдущем матче единственный и победный гол. Читинцы открыли счёт на 7-й минуте встречи, отличился Артём Дробышев, который после подачи углового первым оказался на мяче и отправил его в дальний угол. На 23-й минуте счёт сравнял игрок «Амура-2010» Антон Каштанов. А ещё через четыре минуты Роман Гаврюш вновь вывел хозяев вперёд. Первый тайм прошёл в обоюдных атаках и «Чита» ушла на перерыв с минимальным преимуществом. Вышедшие на замену Алмаз Фатихов и Виталий Селецкий совершили переломный момент в матче. На 75-й минуте Фатихов сделал передачу на Селецкого, который свой шанс не упустил. После этого оборона гостей рассыпалась. Очередной гол не заставил себя долго ждать. Спустя четыре минуты Виктору Навродскому удалось реализовать выход один на один — мяч перелетел через голкипера амурской команды точно под перекладину. На 86-й минуте Михаил Ванёв заставил голкипера гостей в пятый раз доставать мяч из сетки. Автором голевой передачи стал вновь Алмаз Фатихов. В добавленное время Виталия Селецкого сбили в штрафной площади и судья указал на 11-и метровую отметку. Реализовать пенальти доверили Александру Симоненко, который и поставил точку в матче. Итог матча — 6:1. Разгромив благовещенскую команду, футбольный клуб «Чита» одержал свою самую крупную победу за последние несколько лет и красиво завершил выступление в 2011 году. С 51-м очком забайкальская команда осталась на третьем месте в турнирной таблице первенства.
Продолжение сезона 2011/2012 ждало читинцев после шестимесячного перерыва, который продлился до 29 апреля 2012 года. В этот день прошёл матч 35-го тура, в котором ФК «Чита» сыграла на выезде с лидером первенства новокузнецким «Металлургом-Кузбассом». Начало встречи осталось за хозяевами. Новокузнечане после стартового свистка не желали покидать половину поля читинцев. К 10-й минуте на счету хозяев уже было два угловых, но результата это им не принесло — надёжно сыграла оборона читинцев. Первый удар по воротам произвёл полузащитник «Металлурга-Кузбасса» Сергей Егоров — мяч пролетел над перекладиной. Затем ворота Александра Саутина проверил на прочность Георгий Гармашов. Ближе к 20-й минуте встречи читинцы заработали угловой, однако вратарь хозяев зафиксировал мяч. На 30-й минуте читинцы прорвались к штрафной хозяев поля, но защитники помешали ударить по воротам. За пять минут до конца первого тайма дважды мог отличиться Алмаз Фатихов — сначала был удар из-за пределов штрафной, но вратарь оказался на месте, затем Алмазу не хватило точности — мяч прошёл выше ворот. За минуту до перерыва читинцы заработали штрафной недалеко от ворот. Евгений Алхимов перебросил мяч через стенку, но голкипер новокузнечан в эффектном прыжке отвёл угрозу. На перерыв команды ушли так и не открыв счёт. В начале второго тайма инициативой завладели новокузнечане. Команда была настроена серьёзно, тем более что на первый домашний матч пришло семь тысяч местных болельщиков. Гол не заставил себя долго ждать — на 53-й минуте встречи Сергей Егоров всё-таки распечатал ворота Максима Счастливцева, замкнув подачу с правого фланга.
Попытки читинцев отыграться не увенчались успехом. Не повезло Александру Симоненко — он пробил выше ворот, неудачи преследуют и Алмаза Фатихова, который дважды оказался на газоне. На 64-й минуте футболисты «Читы» провели атаку и заработали угловой. Но пропустили контратаку хозяев, и Вячеслав Кириллов увеличил счёт в пользу «Металлурга». Итог матча — 2:0. Непростым предстоял выездной матч «Читы» против «Кузбасса» в 36-м туре первенства, который состоялся 2 мая 2012 года. Из-за перебора жёлтых карточек пропускали игру Роман Гаврюш и Михаил Ванёв. В самом начале встречи активнее выглядели читинцы. В первую десятиминутку дважды мог отличиться Георгий Гармашов. Его ударам не хватило точности. Сначала мяч пролетел чуть выше ворот, во втором случае голкиперу хозяев удалось перевести на угловой. Кемеровчане ответили дальним ударом Кувшинова, затем Агеев опасно навесил в штрафную площадь, но никого из партнёров по команде там не оказалось, и забайкальцы перешли в контратаку, которая завершилась ударом по воротам. Автором гола на 30-й минуте стал Евгений Алхимов. Хозяева немного растерялись и стали ошибаться и нарушать правила: двое игроков «Кузбасса» получили жёлтые карточки за грубую игру. Второй тайм кемеровские футболисты начали более активно — создали опасный момент, заработали угловой, но Оноприенко пробил мимо. Остальные удары хозяев блокировались защитниками «Читы». Гости ответили дальним ударом Александра Симоненко — мяч просвистел выше перекладины, и ударом с центра штрафной в исполнении Павла Гаранникова — Айрапетян зафиксировал мяч. На 67-й минуте в штрафной «Кузбасса» возникла неразбериха, в которой Евгений Алхимов не растерялся и отправил мяч в пустые ворота. Теперь игра читинцев шла на результат — главное было не пропустить. Соперники, воспользовавшись паузой в атакующих действиях гостей, попытались изменить исход поединка. Но удары были не точными, а если и попадали в створ, то на месте был Максим Счастливцев. Итог матча — 0:2.

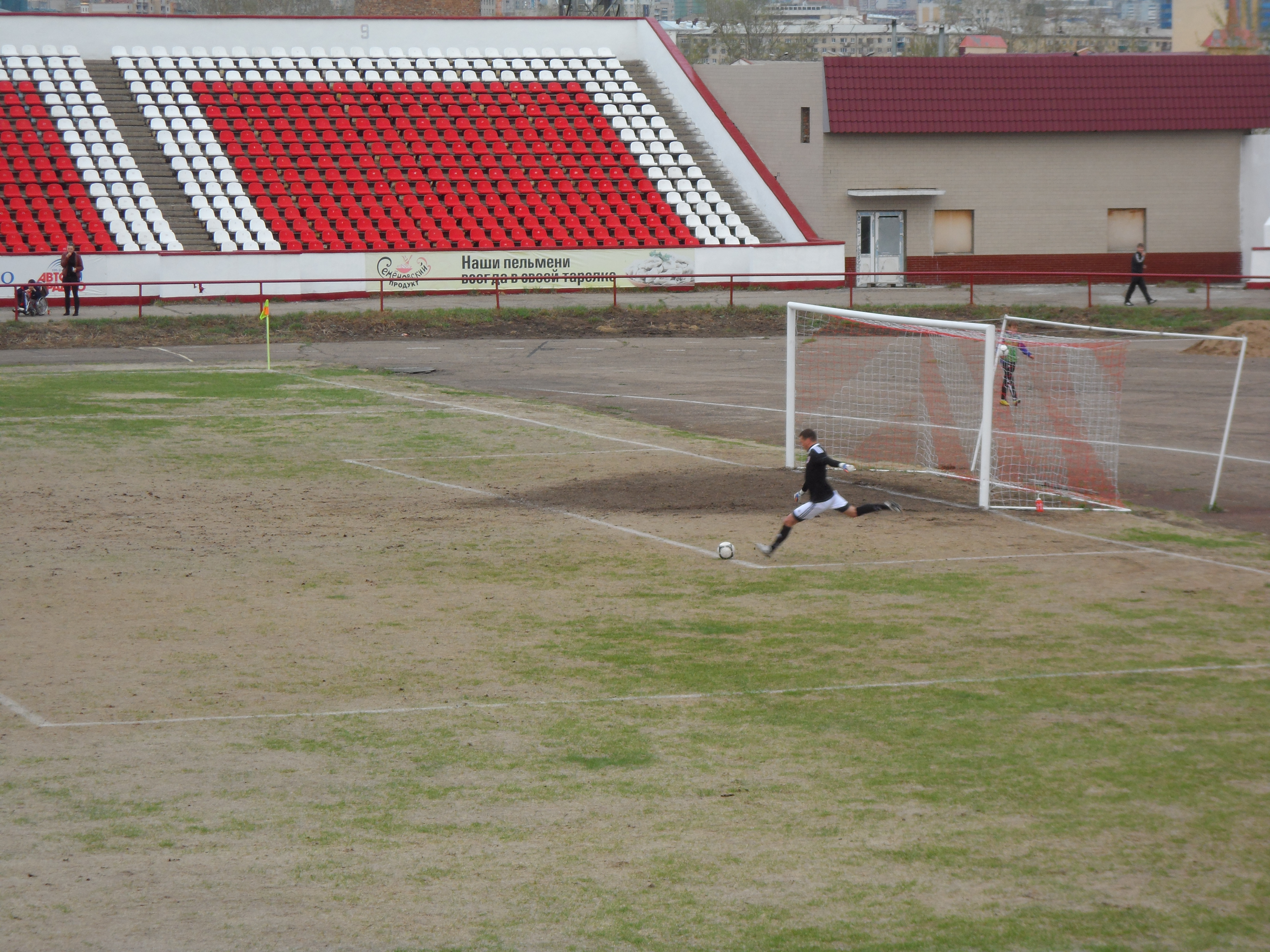
Вратарь «Читы» Максим Счастливцев вводит мяч в игру

12 мая 2012 года ФК «Чита» провёл встречу в Иркутске с командой «Радиан-Байкал» в рамках 38-го тура первенства России по футболу среди команд второго дивизиона зоны «Восток». Ещё не успел диктор стадиона объявить составы команд, как голкипер «Читы» уже вынимал мяч из своих ворот. Неожиданно быстрый гол в исполнении Алексея Некрасова поразил ворота читинцев уже на 1-й минуте. После подачи с левого фланга мяч попал в штрафную и первым к нему подоспел Некрасов. Максим Счастливцев попытался опередить его, но на выходе не дотянулся до мяча. Читинцы ответили атакой, но Алмаз Фатихов не смог замкнуть прострел. Следующая атака читинцев завершилась угловым, но после его подачи Виталий Беличенко оказался не точен, пробив выше ворот. На правах хозяев иркутяне в первом тайме были более активны — у ворот Максима Счастливцева то и дело возникали опасные моменты — однако ударам соперников не хватило точности. На 19-й минуте Алмаз Фатихов попытался сравнять счёт, обыграл двоих защитников, пробил низом, но хозяев спас голкипер Сергей Баркалов, ногой отбивший мяч. Ещё через некоторое время воротам Баркалова угрожал Евгений Алхимов, он с острого угла пробил в ближний угол — вратарь перевёл на угловой. Второй гол хозяева забили под занавес первого тайма — на 44-й минуте Сергей Боровский в штрафной площади читинцев вступил в борьбу и после серии рикошетов мяч оказался в воротах «Читы». После перерыва читинцы приложили все усилия и им удалось отквитать один мяч. Произошло это на 54-й минуте. Евгений Алхимов с близкого расстояния переправил мяч в сетку. А тремя минутами ранее мяч побывал в сетке ворот читинцев, но судья зафиксировал положение «вне игры». Иркутяне встревожились — игра могла обернуться не лучшим для них образом. Тем более, что читинцы завладели инициативой. Однако забайкальским футболистам в атаках не везло, а футболисты «Радиан-Байкала» не могли переиграть защиту «Читы». Так на 59-й минуте Лапин вышел один на один со Счастливцевым. Вратарь удачно сыграл на выходе. На 64-й минуте Счастливцев вышел за пределы штрафной, но неудачно выбил мяч. Боровский вошёл в штрафную, подрезал мяч в дальний угол, но защитник вынес мяч головой с линии ворот. Концовка матча прошла в нервной борьбе. И крепче нервы оказались у хозяев. Итог встречи — 2:1.

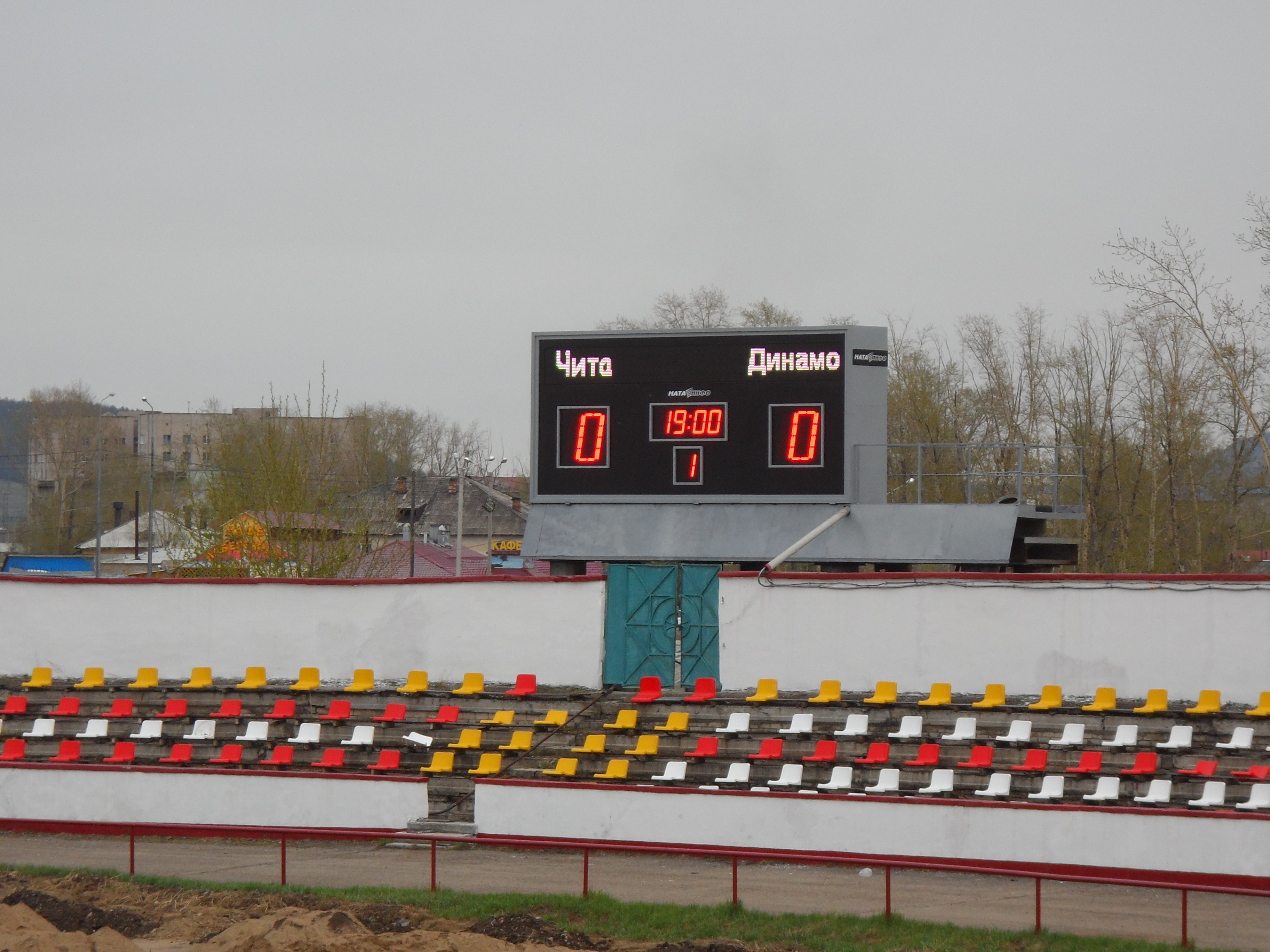
В первой домашней игре «Читы» 2012 года зрители полюбовались новым электронным табло на стадионе, хотя счёт так открыт и не был

19 мая 2012 года в матче 39-го тура первенства России по футболу среди команд второго дивизиона зоны «Восток» читинцы принимали на своём поле соперников из Барнаула. Главными действующими лицами этого матча были вратари. Максиму Счастливцеву и Юрию Дюпину довольно часто приходилось вступать в игру. И, судя по счёту и по игре, оба со своими задачами справились успешно. Первым в игру вступил Юрий Дюпин. На 8-й минуте у ворот «Динамо» был назначен штрафной удар, исполнять который доверили Александру Симоненко. Мяч «застрял» в череде защитников и затем перешёл на угловой. Вслед за этим угловым последовал ещё один, и во втором голкипер гостей в прыжке отбил мяч. Через минуту по воротам Юрия Дюпина наносил удар Артём Дробышев в пределах штрафной, но мяч прошёл в метре от правой штанги. Спустя 10 минут игра читинцев приобрела атакующий характер, и хозяева уже не покидали половину поля «Динамо». Однако раз за разом выручал вратарь, парировавший самый сложные удары. Только расторопность Дюпина помешала хозяевам открыть счёт. Сначала Толмачёв прошёл по правому флангу и сделал навес в штрафную динамовцев, но надёжно сыграл вратарь, перехвативший мяч. Позже удар Михаила Ванёва точно в створ голкипер перевёл на угловой. Опасным моментом ответил гости. Владимир Завьялов совершил проход по правому флангу, сделал навес в штрафную, но к мячу не подоспел Дмитрий Лабеко. Затем гости не смогли воспользоваться угловым. После исполнения стандарта, защитники «Читы» вынесли мяч из пределов штрафной. На 28-й минуте вновь не повезло Артёму Дробышеву — с близкого расстояния он пробил выше ворот. Один из острых моментов создали барнаульцы у ворот «Читы» на 33-й минуте — Максим Счастливцев сыграл на опережение, выбежав из ворот и выбив мяч у Ивана Горюнова. За минуту до конца тайма Горюнов вновь попытался пробить с 25-и метров, и мяч пролетел в полуметре над перекладиной.

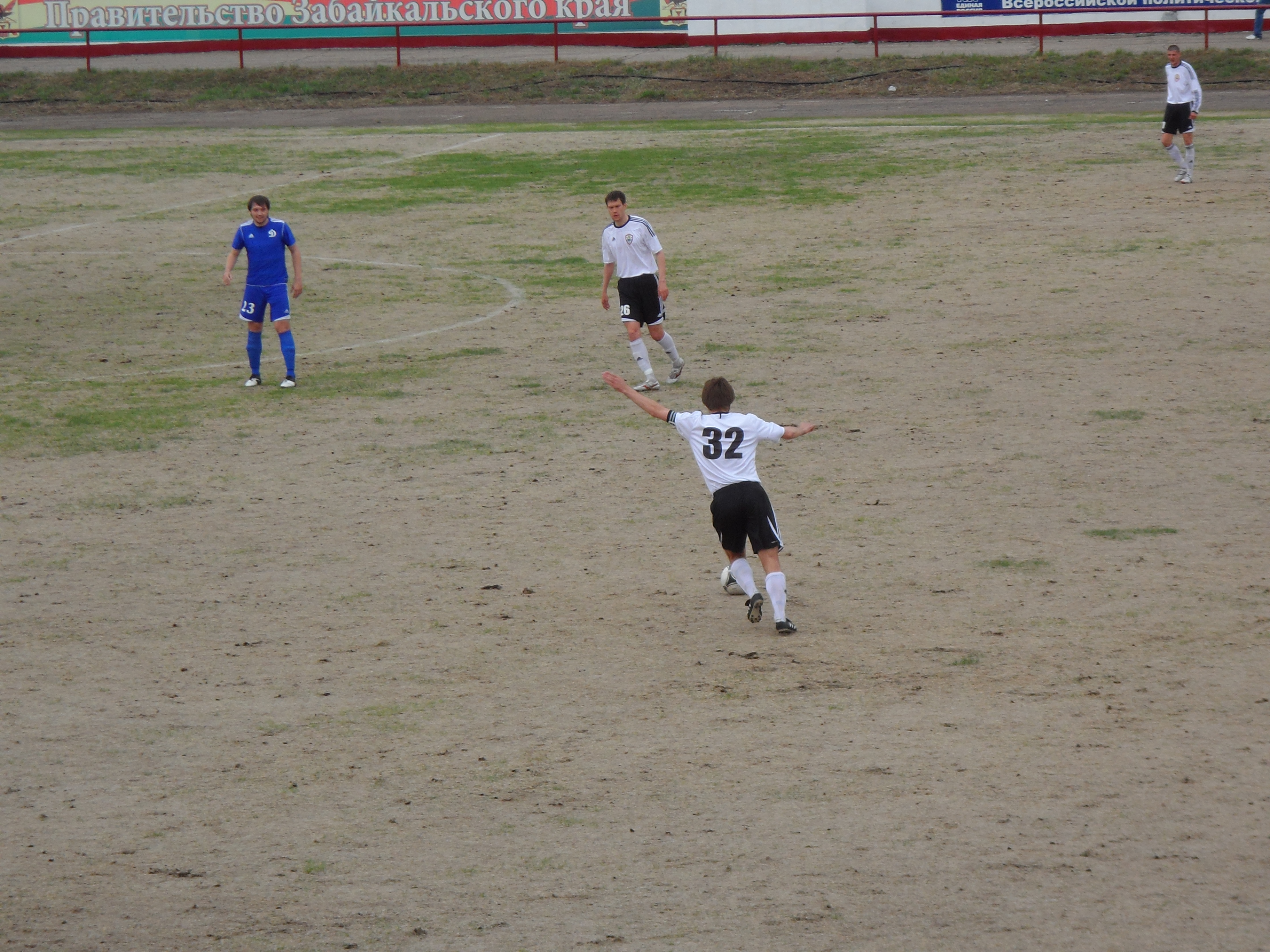
Защитник «Читы» Александр Бодялов (№ 32) разыгрывает свободный удар

После перерыва лучше смотрелись хозяева, имевшие куда больше возможностей склонить чашу весов в свою сторону. На 63-й минуте мяч всё-таки побывал в сетке ворот гостей — пробиться в штрафную удалось Евгению Алхимову, но судья зафиксировал положение «вне игры». Хотя момент был спорный, и зрители ещё долго возмущались с трибун. Из других опасных моментов во второй половине встречи можно отметить штрафной удар с линии штрафной площади в исполнении Андрея Смышляева, мяч отбили. На добивании первым был Александр Толмачёв, но его удару не хватило точности. В следующем эпизоде гости заставили поволноваться не только Максима Счастливцева, но и болельщиков. После подачи штрафного в районе углового флажка, мяч заметался вблизи ворот, первым к нему подоспел Андрей Силютин. Однако здорово сыграл Счастливцев, накрыв мяч буквально на линии вратарской. Читинцы продолжали атаки до последних минут, не теряя надежду на победу. Вышедший на замену на 86-й минуте Виталий Селецкий попытался в одиночку прорваться к воротам гостей, но его удар блокировал защитник. Финальный свисток арбитра зафиксировал ничейный исход — 0:0. 22 мая 2012 года в матче 40-го тура первенства России по футболу среди команд второго дивизиона зоны «Восток» читинцы принимали на своём поле омский «Иртыш». В первые пятнадцать минут команды обменялись атаками и ударами по воротам. Активнее при этом выглядели гости. Они нанесли первый удар — Кирилл Кролевец отправил мяч выше ворот. Второй момент был уже более опасным — вновь активен был Кролевец, который бил низом с угла штрафной. Мяч прошёл в двух метрах от штанги. Повезло читинцам и на 15-й минуте, когда Андрей Полянский ударом головой мог поразить ворота, мяч пролетел рядом со штангой. С середины тайма забайкальские футболисты завладели инициативой и уже не покидали половину поля гостей. Атака следовала одна за другой. На 21-й минуте вблизи штрафной защитники сбили Евгения Алхимова. Штрафной удар с 15 метров — мяч летит точно в «девятку», но каким-то образом проходит в сантиметрах от штанги. Открыть счёт мог Михаил Ванёв на 30-й минуте. Он практически вышел один на один с вратарём, но удар не получился — мяч соскользнул с ноги. За пять минут до перерыва гости пытаются организовать атаки, но не хватает завершающей стадии — дальше штрафной они пройти не могут. Первый тайм завершился без голов. После перерыва хозяева провели три атаки. Сначала не повезло Александру Толмачёву, который попал в штангу после рикошета. Затем Павлу Гаранникову — мяч угодил в крестовину ворот. Третья попытка открыть счёт была у Игоря Куца — его удар пришёлся в руки вратарю. Некоторое время на поле шла борьба за инициативу, в которой одержали победу читинские футболисты. Хозяева провели затяжную атаку. В итоге мяч оказался в центре у Александра Толмачёва, который ударил в сторону ворот, но омский защитник сыграл рукой в пределах штрафной площади. Судья назначил одиннадцатиметровый удар. На 67-й минуте Евгений Алхимов развёл мяч и вратаря в противоположные стороны и стал автором победного гола. Теперь главное было — не пропустить. Тем более футболисты «Иртыша» обострили игру в надежде сравнять счёт. В составе омской команды активность проявлял бывший игрок «Читы» Евгений Щербаков. Так на 70-й минуте штрафной удар в исполнении полузащитника попал в руки Максиму Счастливцеву, но он ошибся, не удержав мяч. На добивание едва не подоспел игрок «Иртыша». К счастью, на месте оказались защитники и помешали завершить удар. На последних минутах рисунок игры не изменился, и читинцы уверенно довели игру до столь нужного для них победного результата. Итог встречи — 1:0.
29 мая 2012 года в матче 41-го тура первенства России по футболу среди команд второго дивизиона зоны «Восток» читинцы потерпели самое большое поражение в сезоне, сыграв с командой «Сахалин» на выезде. В дебюте встречи хозяева провели пару атак и заработали два угловых, с которыми оборона гостей справилась без особых проблем. Первый опасный момент у ворот хозяев создал Александр Толмачёв, который с левого угла штрафной сделал передачу во вратарскую, но к мячу успел голкипер хозяев Андрей Кондратюк. Сахалинцы ответили: Сергей Виноградов, оказавшись на ударной позиции бил наверняка, но Максим Счастливцев в прыжке вытащил мяч из угла ворот. Через несколько минут голкипер читинцев вновь выручил команду от неминуемого гола. На 32-й минуте Виталий Беличенко мощно бил со штрафного. Мяч летел точно в ворота под перекладину, но Кондратюк был вновь на высоте. Хозяева открыли счёт с пенальти. На 38-й минуте удар с одиннадцатиметровой отметки исполнил Сергей Виноградов. Максим Счастливцев попытался угадать направление мяча и прыгнул в левый угол. Но нападающий пробил по центру. После перерыва читинцы стали активнее наседать на ворота сахалинской команды. Реальный шанс отыграться имел Евгений Алхимов. Но после его удара мяч пролетел в сантиметрах от штанги. Опасный момент создал и Георгий Гармашов — ворвался в штрафную, вышел один на один и протолкнул мяч под вратарём. Однако Кондратюк не дал нанести удар, получив при этом небольшие повреждения. Очередной опасный момент у ворот хозяев создал Павел Гаранников — мяч от защитника ушёл на угловой. Футболисты «Сахалина» ответили контратакой. Алексей Серебряков прошёл по правому флангу и прострелил на линию вратарской, где оставленный защитниками Сергей Виноградов буквально расстрелял ворота читинцев. Третий мяч на свой счёт записал Иван Лужников, который воспользовался ошибкой защитников «Читы» и убежал один на один с вратарём. Голкипер не сумел выиграть эту дуэль с нападающим. Итог встречи — 3:0 и читинцы выбывают из борьбы за второе место в первенстве. Футбольный клуб «Чита» завершил выступление в сезоне 2011/2012 матчем 42-го тура в Уссурийске с местной командой «Мостовик-Приморье», который состоялся 1 июня 2012 года. Последний матч сезона с серебряным призёром первенства закончился результативной ничьей. В первой половине встречи игра была равная без опасных моментов. Счёт в матче открыли хозяева. В середине первого тайма в ворота «Читы» был назначен одиннадцатиметровый удар, и на 29-й минуте хозяева повели в счёте. Гол забил Вадим Хинчагов. Преимущество уссурийцев длилось недолго. На 34-й минуте читинцы отыгрались, проведя затяжную атаку. Павел Гаранников завладел мячом на чужой половине поля, прошёл к штрафной площади и прострелил на Евгения Алхимова. Нападающий сбросил мяч Александру Толмачёву, который и нанёс точный удар по воротам. Во втором тайме у обеих команд были хорошие моменты. Шансы увеличить счёт были у Павла Гаранникова и Евгения Векварта, но во второй половине встречи голов зрители так и не увидели. Итог встречи — 1:1.
По итогам сезона 2011/2012 футбольный клуб «Чита» повторил результат предыдущего сезона — третье место в турнирной таблице. Нападающий ФК «Чита» Евгений Алхимов стал вторым среди бомбардиров зоны «Восток», забив 16 голов, а на первом месте оказался сахалинец Сергей Виноградов с 18-ю голами. Во многом можно считать, что ФК «Чита» выполнил поставленную на сезон задачу.

### Результаты по турам
| Тур   | 01 | 02 | 03 | 04 | 05 | 06 | 07 | 08 | 09 | 10 | 11 | 12 | 13 | 14 | 15 | 16 | 17 | 18 | 19 | 20 | 21 | 22 | 23 | 24 | 25 | 26 | 27 | 28 | 29 | 30 | 31 | 32 | 33 | 34 | 35 | 36 | 37 | 38 | 39 | 40 | 41 | 42 |
| ----- | -- | -- | -- | -- | -- | -- | -- | -- | -- | -- | -- | -- | -- | -- | -- | -- | -- | -- | -- | -- | -- | -- | -- | -- | -- | -- | -- | -- | -- | -- | -- | -- | -- | -- | -- | -- | -- | -- | -- | -- | -- | -- |
| Поле  |    | Д  | В  | В  | Д  | Д  | В  | В  |    | В  | Д  | Д  | В  | В  | Д  | Д  | В  | В  |    | Д  | Д  | Д  | В  | В  | Д  | Д  |    | В  |    | Д  | В  | В  | Д  | Д  | В  | В  |    | В  | Д  | Д  | В  | В  |
| Итог  |    | В  | П  | П  | В  | В  | П  | П  |    | Н  | Н  | В  | Н  | В  | В  | В  | П  | П  |    | Н  | В  | В  | П  | В  | В  | Н  |    | В  |    | В  | П  | Н  | В  | В  | П  | В  |    | П  | Н  | В  | П  | Н  |
| Место |    | 5  | 8  | 10 | 7  | 4  | 5  | 7  |    | 8  | 8  | 6  | 7  | 4  | 4  | 4  | 4  | 4  |    | 7  | 6  | 4  | 6  | 4  | 3  | 4  |    | 3  |    | 3  | 3  | 3  | 3  | 3  | 3  | 2  |    | 4  | 4  | 3  | 3  | 3  |

Последнее обновление: 3 июня 2012.
Источник: Второй дивизион России 2011/12. Зона «Восток»

Поле: Д = дома; В = на выезде. Итог: Н = ничья; П = команда проиграла; В = команда выиграла; О = матч отложен.

### Статистика выступлений в чемпионате
| Итого | Итого | Итого | Итого | Итого | Итого | Итого | Итого | Дома | Дома | Дома | Дома | Дома | Дома | На выезде | На выезде | На выезде | На выезде | На выезде | На выезде |
| И     | О     | В     | Н     | П     | МЗ    | МП    | РМ    | В    | Н    | П    | МЗ   | МП   | РМ   | В         | Н         | П         | МЗ        | МП        | РМ        |
| ----- | ----- | ----- | ----- | ----- | ----- | ----- | ----- | ---- | ---- | ---- | ---- | ---- | ---- | --------- | --------- | --------- | --------- | --------- | --------- |
| 36    | 59    | 17    | 8     | 11    | 49    | 33    | +16   | 13   | 4    | 0    | 33   | 9    | +24  | 4         | 4         | 11        | 16        | 24        | −8        |

### Результаты матчей
2-й тур
| 26 апреля 2011 18:30 (CHT) | \| Чита (Чита) \| 1:0 (0:0) Протокол Отчёт \| Якутия (Якутск) \| \| Гармашов 60′ \| Голы \| \| | «Локомотив», Чита Зрителей: 7300 Судья: Антон Анопа (Благовещенск) |
| Составы: · Чита: Евсеев, Ванёв (Куц, 65'), Бодялов, Дробышев, Мотовилов, Векварт (Щербаков, 46'), Смышляев (Бастов, 46'; Селецкий, 83'), Симоненко, Гаврюш, Гармашов (к) (Навродский, 68'), Алхимов. · Якутия: Глейкин, Ким (Жилин, 77'), Бочаров, Дмитриев, Александров, Булановский (Естехин, 75'), Макаренко, Кочнев (Шабонин, 66'), Галюкшев, Конев (Никифоров, 87'), Халиулла (Гапонов, 63'). · нет — Макаренко (80'), Александров (90'+). |                                                                                                |                                                                    |
| Чита (Чита) | 1:0 (0:0) Протокол Отчёт                                                                       | Якутия (Якутск)                                                    |
| Гармашов 60′ | Голы                                                                                           |                                                                    |

3-й тур
| 4 мая 2011 19:30 (CHT) | \| Сибиряк (Братск) \| 1:0 (0:0) Протокол Отчёт \| Чита (Чита) \| \| Галин 59′ \| Голы \| \| | «Металлург», Братск Зрителей: 4000 Судья: Юрий Ермолов (Омск) |
| Составы: · Сибиряк: Кондратьев, Неткачев, Семакин, Кубин, Смирнов, Багаев (Русинов, 90'), Галин (Дерябин, 90'), Дунаев, Матвеев (Чепчугов, 90'), Кириллов, Сабанов (Ульянов, 69'). · Чита: Рахматуллин, Ванёв (Куц, 65'), Бодялов, Дробышев, Мотовилов, Симоненко, Бастов (Щербаков, 53'), Гаврюш (Смышляев, 63'), Гармашов (к), Векварт (Селецкий, 76'), Навродский (Алхимов, 69'). · Неткачев (22') — Бастов (46'), Ванёв (58'), Бодялов (70'). |                                                                                              |                                                               |
| Сибиряк (Братск) | 1:0 (0:0) Протокол Отчёт                                                                     | Чита (Чита)                                                   |
| Галин 59′ | Голы                                                                                         |                                                               |

4-й тур
| 7 мая 2011 18:00 (CHT) | \| Сибирь-2 (Новосибирск) \| 2:0 (1:0) Протокол Отчёт \| Чита (Чита) \| \| Житнев 2′ · Дудолев 77′ \| Голы \| \| | «Спартак», Новосибирск Зрителей: 500 Судья: Олег Злыгостев (Тобольск) |
| Составы: · Сибирь-2: Трунин, Лучинкин (Гуров, 88'), Логвинов, Стаин, Мельников (Запрудских, 71'), Гладышев, Гудаев (Сафьян, 60'), Шумов (Глухов, 73'), Коротков, Житнев (Плавских, 71'), Дудолев. · Чита: Рахматуллин, Бодялов, Дробышев, Мотовилов, Беличенко, Бастов, Щербаков (Селецкий, 57'), Симоненко (Навродский, 63'), Гаврюш, Гармашов (к) (Смышляев, 72'), Алхимов. · Гудаев (58'), Плавских (90') — Гаврюш (52'), Бастов (54'), Беличенко (58'). | |                                                                       |
| Сибирь-2 (Новосибирск) | 2:0 (1:0) Протокол Отчёт                                                                                         | Чита (Чита)                                                           |
| Житнев 2′ · Дудолев 77′ | Голы |                                                                       |

5-й тур
| 15 мая 2011 18:30 (CHT) | \| Чита (Чита) \| 1:0 (0:0) Протокол Отчёт \| Смена (Комсомольск-на-Амуре) \| \| Бастов 52′ \| Голы \| \| | «Локомотив», Чита Зрителей: 3500 Судья: Роман Галимов (Улан-Удэ) |
| Составы: · Чита: Рахматуллин, Беличенко, Бодялов (к), Дробышев, Мотовилов (Куц, 69'), Селецкий, Симоненко, Смышляев (Щербаков, 82'), Бастов, Гаврюш, Навродский (Гаранников, 72'). · Смена: Третьяков, Таказов, Малахов, Пузан, Юдин (Самойлов, 71'), Землянский (Кулемин, 58'), Федотов (Горбунов, 62'), Гамаонов (Сапежников, 46'), Лодис, Левин, Дедурин (Рудовский, 53'). · Симоненко (90') — нет. | |                                                                  |
| Чита (Чита) | 1:0 (0:0) Протокол Отчёт                                                                                  | Смена (Комсомольск-на-Амуре)                                     |
| Бастов 52′ | Голы |                                                                  |

6-й тур
| 18 мая 2011 18:30 (CHT) | \| Чита (Чита) \| 2:0 (1:0) Протокол Отчёт \| Амур-2010 (Благовещенск) \| \| Смышляев 8′ · Гаврюш 67′ \| Голы \| \| | «Локомотив», Чита Зрителей: 3200 Судья: Олег Тринус (Иркутск) |
| Составы: · Чита: Рахматуллин, Беличенко, Бодялов, Дробышев, Мотовилов, Селецкий (Бастов, 55'), Симоненко, Смышляев (Навродский, 84'), Гаранников, Гаврюш, Гармашов (к) (Щербаков, 61'). · Амур-2010: Рябов (к), Данилин, Чистяков (Малышев, 82'), Сибалов (Федорченко, 76'), Сорокин, Ткаченко, Омельчак, Лебедев, Данильченко, Каштанов (Минасян, 79'), Иванов. · нет — Омельчак (87'), Данилин (87'). | |                                                               |
| Чита (Чита) | 2:0 (1:0) Протокол Отчёт                                                                                            | Амур-2010 (Благовещенск)                                      |
| Смышляев 8′ · Гаврюш 67′ | Голы |                                                               |

7-й тур
| 26 мая 2011 21:30 (CHT) | \| Металлург-Кузбасс (Новокузнецк) \| 1:0 (1:0) Протокол Отчёт \| Чита (Чита) \| \| Шевелев 43′ \| Голы \| \| | «Металлург», Новокузнецк Зрителей: 4100 Судья: Евгений Козлов (Новосибирск) |
| Составы: · Металлург-Кузбасс: Саутин, Самойлов, Шевелев, Дьячков, Ткачук, Клименко (Кобозев, 69'), Авсюк, Учуров (Емельянов, 90'), Макаров (Волгин, 65'), Шпаков (Анохин, 79'), Голубев (Егунов, 90'). · Чита: Рахматуллин, Бодялов, Дробышев, Беличенко, Мотовилов, Бастов (Селецкий, 75'), Симоненко (Смышляев, 84'), Гаранников, Ванёв (Щербаков, 79'), Гармашов (к), Гаврюш (Навродский, 60'). · нет — Мотовилов (65'), Смышляев (90+'), Бодялов (90+'). | |                                                                             |
| Металлург-Кузбасс (Новокузнецк) | 1:0 (1:0) Протокол Отчёт                                                                                      | Чита (Чита)                                                                 |
| Шевелев 43′ | Голы |                                                                             |

8-й тур
| 29 мая 2011 20:00 (CHT) | \| Кузбасс (Кемерово) \| 1:0 (0:0) Протокол Отчёт \| Чита (Чита) \| \| Дзодзиев 84′ \| Голы \| \| | «Шахтёр», Кемерово Зрителей: 1200 Судья: Анатолий Шароватов (Омск) |
| Составы: · Кузбасс: Айрапетян, Гаджиев, Припоров, Нечаев, Грушин, Янотовский, Шабалин (Воронов, 54'), Оноприенко (Клюкин, 62'), Большаков (Гулиев, 81'), Зарубин (Дацик, 23'), Дзодзиев (Гимранов, 86'). · Чита: Рахматуллин, Бодялов, Дробышев, Ванёв, Мотовилов, Бастов, Симоненко (Селецкий, 66'), Гаранников (Навродский, 73'), Гаврюш, Щербаков (Смышляев, 90'), Гармашов (к). · нет — Гаранников (33'). |                                                                                                   |                                                                    |
| Кузбасс (Кемерово) | 1:0 (0:0) Протокол Отчёт                                                                          | Чита (Чита)                                                        |
| Дзодзиев 84′ | Голы                                                                                              |                                                                    |

10-й тур
| 8 июня 2011 20:00 (CHT) | \| Радиан-Байкал (Иркутск) \| 1:1 (0:0) Протокол Отчёт \| Чита (Чита) \| \| Дудиков 84′ \| Голы \| Ванёв 80′ \| | «Локомотив», Иркутск Зрителей: 2500 Судья: Сергей Сергеев (Благовещенск) |
| Составы: · Радиан-Байкал: Баркалов, Лесков, Федотов (Дудиков, 76'), Ревазов, Пытлев, Штынь, Богатырёв, Пырченков (Ющук, 53'), Шиков, Заморока (Наханович, 52'), Боровский (Некрасов, 52'). · Чита: Рахматуллин, Бодялов (к), Дробышев, Беличенко, Ванёв, Векварт (Гармашов, 65'), Селецкий (Симоненко, 46'), Щербаков (Музычко, 90'+), Смышляев (Мотовилов, 71'), Навродский, Алхимов (Гаранников, 77'). · Шиков (32'), Федотов (47'), Богатырёв (55'), Пытлев (56') — Беличенко (23'), Ванёв (29'), Алхимов (29'), Селецкий (40'), Рахматуллин (90+'). · Беличенко (66') («Чита»). · Погода: + 25 С, солнечно. | |                                                                          |
| www.irksport.ru | |                                                                          |
| Радиан-Байкал (Иркутск) | 1:1 (0:0) Протокол Отчёт                                                                                        | Чита (Чита)                                                              |
| Дудиков 84′ | Голы | Ванёв 80′                                                                |

11-й тур
| 17 июня 2011 18:30 (CHT) | \| Чита (Чита) \| 1:1 (0:0) Протокол Отчёт \| Динамо (Барнаул) \| \| Щербаков 90′ (пен.) \| Голы \| Шумилин 72′ \| | «Локомотив», Чита Зрителей: 3100 Судья: Антон Анопа (Благовещенск) |
| Составы: · Чита: Рахматуллин, Бодялов, Дробышев, Ванёв, Куц, Селецкий (Бастов, 61'), Щербаков, Гармашов (к) (Смышляев, 68'), Симоненко (Векварт, 87'), Навродский, Алхимов. · Динамо: Дюпин, Казиханов, Исайченко, Силютин, Гончаров (Завьялов, 58', Джульдинов, 90'), Жиров, Зеленов (Деркач, 70'), Нарылков, Шумилин, Марков, Дмитренко. · Рахматуллин (76') — Шумилин (37'). · Дюпин (88') («Динамо»). · Погода: + 37 С, солнечно. | |                                                                    |
| www.fc-dinamo-barnaul.ru | |                                                                    |
| Чита (Чита) | 1:1 (0:0) Протокол Отчёт                                                                                           | Динамо (Барнаул)                                                   |
| Щербаков 90′ (пен.) | Голы | Шумилин 72′                                                        |

12-й тур
| 20 июня 2011 18:30 (CHT) | \| Чита (Чита) \| 2:1 (1:1) Протокол Отчёт \| Иртыш (Омск) \| \| Навродский 41′ · Алхимов 88′ \| Голы \| Гарбуз 8′ \| | «Локомотив», Чита Зрителей: 3200 Судья: Олег Тринус (Иркутск) |
| Составы: · Чита: Рахматуллин, Бодялов, Дробышев (Беличенко, 77'), Ванёв, Куц, Бастов (Мотовилов, 83'), Щербаков (Смышляев, 53'), Гармашов (к) (Гаранников, 78'), Симоненко (Векварт, 64'), Навродский, Алхимов. · Иртыш: Бородин, Бучнев, Иванов, Сапаев, Круг, Киверин (Комогоров, 90'), Арещенков (Багаев, 43'), Сергеев, Гарбуз (Похилый, 66'), Рожков, Рагоза. · Векварт (65') — Бучнев (63'), Похилый (86'), Сапаев (90'+). · Погода: + 30 С, солнечно. | |                                                               |
| zabmedia.ru | |                                                               |
| Чита (Чита) | 2:1 (1:1) Протокол Отчёт                                                                                              | Иртыш (Омск)                                                  |
| Навродский 41′ · Алхимов 88′ | Голы | Гарбуз 8′                                                     |

13-й тур
| 27 июня 2011 17:30 (CHT) | \| Сахалин (Южно-Сахалинск) \| 1:1 (1:0) Протокол Отчёт \| Чита (Чита) \| \| Виноградов 14′ (пен.) \| Голы \| Гаранников 90′ \| | «Спартак», Южно-Сахалинск Зрителей: 2900 Судья: Владимир Лапкин (Кемерово) |
| Составы: · Сахалин: Кондратюк, Корбут, Родин, Игумнов, Серебряков, Селистровский, Турутин, Мансуров (Кирюшин, 84'), Виноградов, Тютюнников (Алексеевцев, 58'), Куклин. · Чита: Рахматуллин, Бодялов, Дробышев (Беличенко, 36'), Ванёв, Куц, Бастов (Смышляев, 70'), Щербаков (Векварт, 73'), Гармашов (к), Симоненко, Алхимов (Мотовилов, 90+2'), Навродский (Гаранников, 69'). · Кондратюк (65'), Родин (73'), Алексеевцев (80') — Гаранников (74'). | |                                                                            |
| fc-sakhalin.ru | |                                                                            |
| Сахалин (Южно-Сахалинск) | 1:1 (1:0) Протокол Отчёт | Чита (Чита)                                                                |
| Виноградов 14′ (пен.) | Голы | Гаранников 90′                                                             |

14-й тур
| 30 июня 2011 18:00 (CHT) | \| Мостовик-Приморье (Уссурийск) \| 0:1 (0:0) Протокол Отчёт \| Чита (Чита) \| \| \| Голы \| Гаранников 76′ \| | «Городской», Уссурийск Зрителей: 1500 Судья: Роман Галимов (Улан-Удэ) |
| Составы: · Мостовик-Приморье: Суворов, Чернецов, Королёв, Багаев, Мазов, Крючков (Ефремов, 68'), Каплан, Хинчагов, Антипов, Обозный, Бондаренко. · Чита: Рахматуллин, Бодялов, Беличенко, Ванёв, Куц, Бастов, Щербаков (Селецкий, 46'), Гармашов (к) (Смышляев, 68'), Симоненко (Мотовилов, 78'), Алхимов (Дробышев, 90'+), Навродский (Гаранников, 73'). · Королёв (66'), Обозный (90'+) — Селецкий (77'), Рахматуллин (86'). · Королёв (90'+) («Мостовик-Приморье»). · Погода: + 30 С, солнечно. | |                                                                       |
| Мостовик-Приморье (Уссурийск) | 0:1 (0:0) Протокол Отчёт                                                                                       | Чита (Чита)                                                           |
| | Голы | Гаранников 76′                                                        |

15-й тур
| 8 июля 2011 18:30 (CHT) | \| Чита (Чита) \| 2:0 (2:0) Протокол Отчёт \| Сахалин (Южно-Сахалинск) \| \| Гаранников 18′ · Щербаков 39′ \| Голы \| \| | «Локомотив», Чита Зрителей: 3200 Судья: Антон Анопа (Благовещенск) |
| Составы: · Чита: Рахматуллин, Бодялов, Беличенко, Ванёв, Куц, Бастов, Щербаков (Мотовилов, 66'), Гармашов (к) (Навродский, 69'), Симоненко (Смышляев, 46'), Гаранников (Дробышев, 83'), Алхимов (Векварт, 90'+). · Сахалин: Кондратюк, Корбут, Игумнов, Родин, Агрофенин (Кирюшин, 81'), Серебряков, Турутин, Селистровский (Алексеевцев, 46'), Виноградов, Шмойлов (Мансуров, 63'), Куклин (Тютюнников, 76'). · Бастов (21'), Гаранников (58') — Серебряков (20'), Виноградов (58'), Алексеевцев (82'). · Бастов (26') («Чита»). · Серебряков (90') («Сахалин»). | |                                                                    |
| Чита (Чита) | 2:0 (2:0) Протокол Отчёт                                                                                                 | Сахалин (Южно-Сахалинск)                                           |
| Гаранников 18′ · Щербаков 39′ | Голы |                                                                    |

16-й тур
| 11 июля 2011 18:30 (CHT) | \| Чита (Чита) \| 2:1 (1:1) Протокол Отчёт \| Мостовик-Приморье (Уссурийск) \| \| Щербаков 4′ · Алхимов 70′ \| Голы \| Бондаренко 39′ \| | «Локомотив», Чита Зрителей: 3500 Судья: Олег Тринус (Иркутск) |
| Составы: · Чита: Рахматуллин, Бодялов, Беличенко, Ванёв, Куц, Векварт (Гаврюш, 55'), Щербаков, Гармашов (к) (Смышляев, 39'), Симоненко (Дробышев, 69'), Гаранников (Навродский, 54'), Алхимов (Мотовилов, 90'+). · Мостовик-Приморье: Суворов, Чернецов, Мазов, Багаев, Крючков, Хинчагов, Антипов (Ефремов, 65'), Обозный, Бондаренко, Алборов, Королёв. · Куц (22') — Чернецов (75'). · Погода: + 27 С, сильный ливень с грозами. | |                                                               |
| zabmedia.ru | |                                                               |
| Чита (Чита) | 2:1 (1:1) Протокол Отчёт | Мостовик-Приморье (Уссурийск)                                 |
| Щербаков 4′ · Алхимов 70′ | Голы | Бондаренко 39′                                                |

17-й тур
| 18 июля 2011 21:30 (CHT) | \| Динамо (Барнаул) \| 2:0 (1:0) Протокол Отчёт \| Чита (Чита) \| \| Майборода 6′ · Горюнов 49′ (пен.) \| Голы \| \| | «Динамо», Барнаул Зрителей: 4000 Судья: Андрей Худорожков (Пермь) |
| Составы: · Динамо: Дюпин, Жиров, Исайченко, Майборода, Марков, Гончаров, Деркач (Нарылков, 61'), Дмитренко, Ерусланов (Силютин, 86'), Горюнов (Завьялов, 66'), Шумилин (Лабеко, 89'). · Чита: Рахматуллин, Беличенко, Бодялов (к), Бастов (Дробышев, 70'), Ванёв, Куц (Мотовилов, 65'), Симоненко (Векварт, 46'), Смышляев (Навродский, 59'), Щербаков, Алхимов, Гаранников (Гаврюш, 81'). · Горюнов (29'), Деркач (55'), Шумилин (77') — Бодялов (52'), Алхимов (80'). | |                                                                   |
| www.fc-dinamo-barnaul.ru | |                                                                   |
| Динамо (Барнаул) | 2:0 (1:0) Протокол Отчёт                                                                                             | Чита (Чита)                                                       |
| Майборода 6′ · Горюнов 49′ (пен.) | Голы |                                                                   |

18-й тур
| 21 июля 2011 22:00 (CHT) | \| Иртыш (Омск) \| 1:0 (1:0) Протокол Отчёт \| Чита (Чита) \| \| Комогоров 19′ \| Голы \| \| | «Красная Звезда», Омск Зрителей: 700 Судья: Сергей Худорожков (Пермь) |
| Составы: · Иртыш: Бородин, Круг, Иванов, Изотов, Бучнев (Сивирин, 64'), Савченко (Арещенков, 46'), Багаев, Гарбуз, Похилый (Пенкин, 90'), Комогоров (Сергеев, 84'), Рагоза. · Чита: Рахматуллин, Бодялов (к), Беличенко, Ванёв, Куц, Бастов, Навродский (Дробышев, 82'), Смышляев (Векварт, 57'), Симоненко (Щербаков, 61'; Мотовилов, 78'), Гаранников (Гаврюш, 46'), Алхимов. · Арещенков (48'), Круг (55'), Багаев (81') — Бодялов (60'), Дробышев (89'). · Нереализованный пенальти: Щербаков («Чита») (63', вратарь). · Погода: + 18 С, ветрено. |                                                                                              |                                                                       |
| www.fc-irtysh.ru |                                                                                              |                                                                       |
| Иртыш (Омск) | 1:0 (1:0) Протокол Отчёт                                                                     | Чита (Чита)                                                           |
| Комогоров 19′ | Голы                                                                                         |                                                                       |

20-й тур
| 11 августа 2011 18:30 (CHT) | \| Чита (Чита) \| 2:2 (1:1) Протокол Отчёт \| Радиан-Байкал (Иркутск) \| \| Гаранников 28′ · Алхимов 46′ \| Голы \| Шиков 33′ · Некрасов 65′ \| | «Локомотив», Чита Зрителей: 3100 Судья: Антон Анопа (Благовещенск) |
| Составы: · Чита: Рахматуллин, Дробышев (Беличенко, 83'), Мотовилов, Ванёв, Куц, Бастов, Навродский (Кадырмаев, 80'), Гармашов (к) (Гаврюш, 64'), Симоненко, Гаранников (Смышляев, 85'), Алхимов. · Радиан-Байкал: Баркалов, Пытлев, Дудиков, Федотов, Лесков, Заморока (Пляскин, 61'), Пырченков (Зобнин, 67'), Богатырёв (Матвиенко, 88'), Шиков, Некрасов, Боровский (Вахрушев, 90+2'). · нет — Богатырёв (17'), Пляскин (61'). · Пляскин (90'+) («Радиан-Байкал»). | |                                                                    |
| Чита (Чита) | 2:2 (1:1) Протокол Отчёт | Радиан-Байкал (Иркутск)                                            |
| Гаранников 28′ · Алхимов 46′ | Голы | Шиков 33′ · Некрасов 65′                                           |

21-й тур
| 18 августа 2011 18:30 (CHT) | \| Чита (Чита) \| 1:0 (0:0) Протокол Отчёт \| Металлург-Кузбасс (Новокузнецк) \| \| Алхимов 66′ (пен.) \| Голы \| \| | «Локомотив», Чита Зрителей: 3800 Судья: Евгений Козлов (Новосибирск) |
| Составы: · Чита: Рахматуллин, Бодялов, Беличенко, Ванёв, Куц, Смышляев (Селецкий, 68'), Симоненко, Гаврюш (Векварт, 90'), Гаранников (Мотовилов, 80'), Гармашов (к) (Навродский, 59'), Алхимов. · Металлург-Кузбасс: Саутин, Самойлов, Шевелев, Смирнов, Пучков, Авсюк, Учуров (Емельянов, 73'), Клименко (Макаров, 87'), Шпаков (Нурмагомбетов, 76'), Волгин, Егунов (к) (Мельников, 51'). · Ванёв (34'), Гаврюш (45'+), Бодялов (56') — Саутин (65'). | |                                                                      |
| Чита (Чита) | 1:0 (0:0) Протокол Отчёт                                                                                             | Металлург-Кузбасс (Новокузнецк)                                      |
| Алхимов 66′ (пен.) | Голы |                                                                      |

22-й тур
| 21 августа 2011 18:30 (CHT) | \| Чита (Чита) \| 3:1 (0:1) Протокол Отчёт \| Кузбасс (Кемерово) \| \| Алхимов 48′ (пен.) · Смышляев 51′ · Гаранников 88′ \| Голы \| Дзодзиев 7′ \| | «Локомотив», Чита Зрителей: 3500 Судья: Евгений Леканов (Красноярск) |
| Составы: · Чита: Рахматуллин, Бодялов, Беличенко (Мотовилов, 46'), Ванёв, Куц, Смышляев (Селецкий, 75'), Симоненко, Гаврюш (Навродский, 58'), Гаранников, Гармашов (к) (Векварт, 60'), Алхимов (Кадырмаев, 90'+). · Кузбасс: Айрапетян, Гаджиев, Грушин, Нечаев, Шабалин, Гимранов (Воронов, 65'), Большаков (Дацик, 55'), Припоров (Кусакин, 90'), Оноприенко (Клюкин, 65'), Зарубин (Гулиев, 60'), Дзодзиев. · нет — Грушин (27'). | |                                                                      |
| zabmedia.ru | |                                                                      |
| Чита (Чита) | 3:1 (0:1) Протокол Отчёт | Кузбасс (Кемерово)                                                   |
| Алхимов 48′ (пен.) · Смышляев 51′ · Гаранников 88′ | Голы | Дзодзиев 7′                                                          |

23-й тур
| 28 августа 2011 16:30 (CHT) | \| Смена (Комсомольск-на-Амуре) \| 1:0 (1:0) Протокол Отчёт \| Чита (Чита) \| \| Левин 22′ \| Голы \| \| | «Авангард», Комсомольск-на-Амуре Зрителей: 6100 Судья: Алексей Лобанов (Иркутск) |
| Составы: · Смена: Бегеза, Таказов, Малахов, Пузан, Козлов, Землянский (Кулемин, 46'), Лодис, Сапежников (Гамаонов, 57'), Федотов (Горбунов, 46'), Левин (Самойлов, 66'), Суховерхов (Рудовский, 43'). · Чита: Рахматуллин, Бодялов, Мотовилов, Ванёв, Куц, Селецкий (Бастов, 46'), Симоненко (Смышляев, 46'), Гармашов (к), Гаврюш (Навродский, 68'), Гаранников (Кадырмаев, 90'), Алхимов. · нет — Алхимов (26'). | |                                                                                  |
| Смена (Комсомольск-на-Амуре) | 1:0 (1:0) Протокол Отчёт                                                                                 | Чита (Чита)                                                                      |
| Левин 22′ | Голы |                                                                                  |

24-й тур
| 31 августа 2011 18:00 (CHT) | \| Амур-2010 (Благовещенск) \| 2:3 (1:1) Протокол Отчёт \| Чита (Чита) \| \| Филиппов 39′, 71′ \| Голы \| Ванёв 10′ · Алхимов 54′, 90+3′ (пен.) \| | «Амур», Благовещенск Зрителей: 1500 Судья: Олег Тринус (Иркутск) |
| Составы: · Амур-2010: Асетров, Ухарев, Забродин, Сорокин (Петренко, 76'), Омельчак, Сергеев, Авагимян, Данильченко (Иванов, 63'), Малышев (Федоченко, 74'), Каштанов (Минасян, 62'), Филиппов (Сибалов, 86'). · Чита: Рахматуллин (Евсеев, 72'), Бодялов, Мотовилов, Ванёв, Куц, Симоненко, Селецкий (Бастов, 80'), Гаврюш (Смышляев, 85'), Навродский, Гармашов (к) (Гаранников, 55'), Алхимов. · Ухарев (90'+) — Бодялов (32'). | |                                                                  |
| zabmedia.ru | |                                                                  |
| Амур-2010 (Благовещенск) | 2:3 (1:1) Протокол Отчёт | Чита (Чита)                                                      |
| Филиппов 39′, 71′ | Голы | Ванёв 10′ · Алхимов 54′, 90+3′ (пен.)                            |

25-й тур
| 7 сентября 2011 18:30 (CHT) | \| Чита (Чита) \| 3:1 (1:1) Протокол Отчёт \| Сибиряк (Братск) \| \| Гаврюш 23′ · Алхимов 72′ · Гаранников 74′ \| Голы \| Кондратьев 36′ (пен.) \| | «Локомотив», Чита Зрителей: 2200 Судья: Андрей Фисенко (Владивосток) |
| Составы: · Чита: Евсеев, Бодялов (к), Беличенко, Ванёв, Куц, Симоненко (Мотовилов, 86'), Селецкий (Бастов, 59'), Гаврюш (Фатихов, 85'), Навродский (Смышляев, 46'), Гаранников, Алхимов. · Сибиряк: Кондратьев (Пфетцер, 77'), Русинов, Сергиенко, Кубин (Ульянов, 58'), Константинов, Михайлов, Галин, Багаев, Дунаев (Крымов, 73'), Матвеев (Бачурин, 83'), Сабанов (Кириллов, 46'). · Симоненко (45') — Русинов (14'), Матвеев (22'), Кондратьев (75'), Багаев (87'). · Погода: + 13 С, переменная облачность, без осадков. | |                                                                      |
| www.sportbaikal.ru | |                                                                      |
| Чита (Чита) | 3:1 (1:1) Протокол Отчёт | Сибиряк (Братск)                                                     |
| Гаврюш 23′ · Алхимов 72′ · Гаранников 74′ | Голы | Кондратьев 36′ (пен.)                                                |

26-й тур
| 10 сентября 2011 18:30 (CHT) | \| Чита (Чита) \| 1:1 (1:1) Протокол Отчёт \| Сибирь-2 (Новосибирск) \| \| Алхимов 1′ \| Голы \| Зуев 35′ \| | «Локомотив», Чита Зрителей: 3500 Судья: Сергей Сергеев (Благовещенск) |
| Составы: · Чита: Евсеев, Бодялов (к), Беличенко (Дробышев, 89'), Ванёв, Куц, Симоненко, Селецкий (Бастов, 60'), Гаврюш, Смышляев (Векварт, 29'; Фатихов, 65'), Гаранников, Алхимов. · Сибирь-2: Трунин, Логвинов, Шишкин (Лучинкин, 18'), Осадчук (Городцов, 63'), Дудолев (Мельников, 82'), Гудаев, Коротков, Зуев, Гладышев, Шумов (Запрудских, 67'), Стаин. · Гаврюш (85'), Алхимов (89') — Гудаев (14'), Зуев (28'), Коротков (28'), Гладышев (89'). · Погода: + 26 С, солнечно, слабый ветер. | |                                                                       |
| www.zabmedia.ru | |                                                                       |
| Чита (Чита) | 1:1 (1:1) Протокол Отчёт                                                                                     | Сибирь-2 (Новосибирск)                                                |
| Алхимов 1′ | Голы | Зуев 35′                                                              |

28-й тур
| 21 сентября 2011 18:30 (CHT) | \| Якутия (Якутск) \| 0:4 (0:1) Протокол Отчёт \| Чита (Чита) \| \| \| Голы \| Гаранников 28′ · Смышляев 73′ · Ванёв 82′ · Бастов 84′ \| | «Туймаада», Якутск Зрителей: 800 Судья: Игорь Баранов (Красноярск) |
| Составы: · Якутия: Суховерша, Бочаров, Жилин, Суров, Ларионов, Перминов (Шабонин, 46'), Булановский, Дмитриев Александр, Галюкшев, Гапонов (Тучнолобов, 80'), Конев. · Чита: Рахматуллин, Бодялов (к), Беличенко, Куц, Гаврюш (Фатихов, 89'), Бастов (Селецкий, 90'), Мотовилов, Симоненко, Смышляев (Дробышев, 79'), Ванёв, Гаранников (Навродский, 89'). · Булановский (41'), Жилин (51') — Бодялов (42'), Бастов (72'). | |                                                                    |
| www.onedivision.ru (Протокол) // www.onedivision.ru (Отчёт) | |                                                                    |
| Якутия (Якутск) | 0:4 (0:1) Протокол Отчёт | Чита (Чита)                                                        |
| | Голы | Гаранников 28′ · Смышляев 73′ · Ванёв 82′ · Бастов 84′             |

30-й тур
| 1 октября 2011 17:00 (CHT) | \| Чита (Чита) \| 4:0 (3:0) Протокол Отчёт \| Якутия (Якутск) \| \| Алхимов 27′, 33′, 36′ · Навродский 72′ \| Голы \| \| | «Локомотив», Чита Зрителей: 3200 Судья: Антон Анопа (Благовещенск) |
| Составы: · Чита: Рахматуллин, Бодялов (к), Беличенко, Ванёв (Тюрин, 85'), Куц, Симоненко, Бастов (Селецкий, 46'), Гаврюш (Фатихов, 79'), Смышляев (Векварт, 76'), Гаранников (Навродский, 71'), Алхимов. · Якутия: Глейкин, Бочаров, Жилин (Александров, 85'), Ларионов, Макаренко, Булановский (к), Перминов (Бондаренко, 85'), Шабонин (Галюкшев, 35'), А. Дмитриев, Конев (Суров, 78'), Гапонов. · Бастов (32'), Симоненко (78') — нет. | |                                                                    |
| www.onedivision.ru | |                                                                    |
| Чита (Чита) | 4:0 (3:0) Протокол Отчёт                                                                                                 | Якутия (Якутск)                                                    |
| Алхимов 27′, 33′, 36′ · Навродский 72′ | Голы |                                                                    |

31-й тур
| 8 октября 2011 18:00 (CHT) | \| Сибиряк (Братск) \| 2:1 (2:1) Протокол Отчёт \| Чита (Чита) \| \| Кириллов 31′ · Дунаев 38′ \| Голы \| Гаранников 40′ \| | «Металлург», Братск Зрителей: 2800 Судья: Роман Галимов (Улан-Удэ) |
| Составы: · Сибиряк: Кондратьев, Русинов, Сергиенко, Михайлов, Лысков, Семакин, Галин, Ульянов, Дунаев, Матвеев, Кириллов. · Чита: Рахматуллин, Бодялов (к), Беличенко (Дробышев, 67'), Ванёв, Куц, Симоненко (Векварт, 89'), Селецкий (Навродский, 61'), Гаврюш, Смышляев (Фатихов, 78'), Гаранников, Алхимов. · Сергиенко (2'), Ульянов (33'), Галин (39'), Матвеев (63'), Кондратьев (90') — Куц (57'). | |                                                                    |
| Сибиряк (Братск) | 2:1 (2:1) Протокол Отчёт | Чита (Чита)                                                        |
| Кириллов 31′ · Дунаев 38′ | Голы | Гаранников 40′                                                     |

32-й тур
| 11 октября 2011 21:00 (CHT) | \| Сибирь-2 (Новосибирск) \| 1:1 (1:0) Протокол Отчёт \| Чита (Чита) \| \| Городцов 36′ \| Голы \| Векварт 90+4′ \| | «Спартак», Новосибирск Зрителей: 300 Судья: Дмитрий Люкшин (Челябинск) |
| Составы: · Сибирь-2: Трунин, Мельников, Гудаев, Стаин, Лучинкин, Запрудских, Коротков, Зуев, Гладышев, Городцов (Осадчук, 90'+), Шумов (Дудолев, 44'). · Чита: Рахматуллин, Бодялов (к), Дробышев, Ванёв, Куц, Бастов, Смышляев (Фатихов, 62'), Симоненко, Гаврюш (Векварт, 83'), Гаранников (Навродский, 46'), Алхимов. · Коротков (31'), Запрудских (38') — Рахматуллин (67'). · Алхимов (56') («Чита»). · Коротков (56') («Сибирь-2»). | |                                                                        |
| Сибирь-2 (Новосибирск) | 1:1 (1:0) Протокол Отчёт                                                                                            | Чита (Чита)                                                            |
| Городцов 36′ | Голы | Векварт 90+4′                                                          |

33-й тур
| 19 октября 2011 17:00 (CHT) | \| Чита (Чита) \| 1:0 (0:0) Протокол Отчёт \| Смена (Комсомольск-на-Амуре) \| \| Ванёв 47′ \| Голы \| \| | «Локомотив», Чита Зрителей: 2800 Судья: Алексей Лобанов (Иркутск) |
| Составы: · Чита: Евсеев, Бодялов (к), Беличенко, Дробышев, Ванёв, Куц, Симоненко, Бастов (Селецкий, 90'+), Гаврюш (Смышляев, 78'), Гаранников, Навродский. · Смена: Бегеза, Таказов, Малахов, Юдин, Пузан, Землянский (Самойлов, 76'), Федотов (Горбунов, 63'), Сапежников, Гамаонов, Лодис, Левин. · Гаранников (20') — Лодис (72'). | |                                                                   |
| Чита (Чита) | 1:0 (0:0) Протокол Отчёт                                                                                 | Смена (Комсомольск-на-Амуре)                                      |
| Ванёв 47′ | Голы |                                                                   |

34-й тур
| 22 октября 2011 17:00 (CHT) | \| Чита (Чита) \| 6:1 (2:1) Протокол Отчёт \| Амур-2010 (Благовещенск) \| \| Дробышев 7′ · Гаврюш 27′ · Селецкий 75′ · Навродский 79′ · Ванёв 86′ · Симоненко 90+2′ (пен.) \| Голы \| Каштанов 23′ \| | «Локомотив», Чита Зрителей: 3100 Судья: Игорь Баранов (Красноярск) |
| Составы: · Чита: Рахматуллин, Бодялов (к), Беличенко, Дробышев, Ванёв, Куц, Симоненко, Бастов (Селецкий, 59'), Гаврюш (Смышляев, 71'), Векварт (Фатихов, 67'), Навродский. · Амур-2010: Рябов, Малышев, Омельчак, Чистяков (Сорокин, 83'), Лебедев, Петренко (Авагимян, 69'), Кравцов (Ткаченко, 54'), Каштанов, Минасян, Иванов (Яшан, 66'), Сергеев. · нет — Малышев (32'), Кравцов (46'), Ткаченко (83'). | |                                                                    |
| Видеозапись матча на www.fc-chita.com | |                                                                    |
| Чита (Чита) | 6:1 (2:1) Протокол Отчёт | Амур-2010 (Благовещенск)                                           |
| Дробышев 7′ · Гаврюш 27′ · Селецкий 75′ · Навродский 79′ · Ванёв 86′ · Симоненко 90+2′ (пен.) | Голы | Каштанов 23′                                                       |

35-й тур
| 29 апреля 2012 20:00 (CHT) | \| Металлург-Кузбасс (Новокузнецк) \| 2:0 (0:0) Протокол Отчёт \| Чита (Чита) \| \| Егоров 53′ · Кириллов 65′ \| Голы \| \| | «Металлург», Новокузнецк Зрителей: 7000 Судья: Антон Анопа (Благовещенск) |
| Составы: · Металлург-Кузбасс: Саутин, Самойлов, Шевелев, Волгин, Авсюк, Недорезов, Учуров (Емельянов, 82'), Клименко (Шабалин, 88'), Кириллов (Голубев, 70'), Егоров (Нарылков, 79'), Шпаков (Проньков, 90'). · Чита: Счастливцев, Бодялов, Беличенко, Подпругин (Дробышев, 76'), Ванёв, Толмачёв, Симоненко (Смышляев, 87'), Гаврюш, Гармашов (к) (Гаранников, 46'), Фатихов (Векварт, 63'), Алхимов. · Кириллов (38'), Егоров (72') — Гаврюш (49'), Подпругин (72'), Ванёв (90'). | |                                                                           |
| Металлург-Кузбасс (Новокузнецк) | 2:0 (0:0) Протокол Отчёт | Чита (Чита)                                                               |
| Егоров 53′ · Кириллов 65′ | Голы |                                                                           |

36-й тур
| 2 мая 2012 21:30 (CHT) | \| Кузбасс (Кемерово) \| 0:2 (0:1) Протокол Отчёт \| Чита (Чита) \| \| \| Голы \| Алхимов 30′, 67′ \| | «Шахтёр», Кемерово Зрителей: 1200 Судья: Юрий Ермолов (Омск) |
| Составы: · Кузбасс: Айрапетян, Гаджиев, Гришин, Махнёв (Нечаев, 46'), Агеев, Гимранов, Большаков (Новосёлов, 81'), Зарубин, Гулиев (Оноприенко, 46'), Дзодзиев, Кувшинов (Огородников, 42'; Жигульский, 80'). · Чита: Счастливцев, Бодялов, Беличенко, Дробышев, Куц, Толмачёв, Симоненко (Елисеев, 90'), Гаранников, Гармашов (к) (Подпругин, 73'), Фатихов (Векварт, 59'), Алхимов. · Агеев (33'), Зарубин (36') — Дробышев (24'), Счастливцев (83'). | |                                                              |
| Кузбасс (Кемерово) | 0:2 (0:1) Протокол Отчёт                                                                              | Чита (Чита)                                                  |
| | Голы                                                                                                  | Алхимов 30′, 67′                                             |

38-й тур
| 12 мая 2012 18:00 (CHT) | \| Радиан-Байкал (Иркутск) \| 2:1 (2:0) Протокол Отчёт \| Чита (Чита) \| \| Некрасов 1′ · Боровский 44′ \| Голы \| Алхимов 54′ \| | «Локомотив», Иркутск Зрителей: 2500 Судья: Сергей Сергеев (Благовещенск) |
| Составы: · Радиан-Байкал: Баркалов, Вахрушев, Пытлев, Стефанов, Гаглоев (Федотов, 90'), Шиков, Ющук (Матвиенко, 90'+2'), Богатырёв (Пырченков, 85'), Некрасов (Яковлев, 86'), Лапин, Боровский (Наханович, 81'). · Чита: Счастливцев, Бодялов, Беличенко, Куц (Дробышев, 73'), Ванёв, Толмачёв (Бастов, 85'), Симоненко, Гармашов (к) (Векварт, 68'), Гаврюш (Гаранников, 70'), Фатихов (Селецкий, 78'), Алхимов. · Стефанов (8'), Вахрушев (65'), Боровский (78'), Баркалов (90'+) — Фатихов (22'), Беличенко (75'). | |                                                                          |
| www.radian-baikal.ru // Видеозапись матча на www.radian-baikal.ru | |                                                                          |
| Радиан-Байкал (Иркутск) | 2:1 (2:0) Протокол Отчёт | Чита (Чита)                                                              |
| Некрасов 1′ · Боровский 44′ | Голы | Алхимов 54′                                                              |

39-й тур
| 19 мая 2012 18:30 (CHT) | \| Чита (Чита) \| 0:0 (0:0) Протокол Отчёт \| Динамо (Барнаул) \| | «Локомотив», Чита Зрителей: 3500 Судья: Роман Галимов (Улан-Удэ) |
| Составы: · Чита: Счастливцев, Бодялов (к), Беличенко, Дробышев (Подпругин, 75'), Куц, Симоненко (Бастов, 59'), Толмачёв, Ванёв (Селецкий, 86'), Векварт (Фатихов, 46'), Алхимов, Гаранников (Смышляев, 71'). · Динамо: Дюпин, Суслов, Лабеко (Силютин, 46'), Жиров, Горюнов (Первушин, 90'), Майборода, Ерусланов, Старков, Марков (к), Завьялов (Аксёнов, 70'), Зеленов. · нет — Жиров (76'), Аксёнов (81'). · Погода: + 18 С, пасмурно. |                                                                   |                                                                  |
| Чита (Чита) | 0:0 (0:0) Протокол Отчёт                                          | Динамо (Барнаул)                                                 |

40-й тур
| 22 мая 2012 18:30 (CHT) | \| Чита (Чита) \| 1:0 (0:0) Протокол Отчёт \| Иртыш (Омск) \| \| Алхимов 67′ (пен.) \| Голы \| \| | «Локомотив», Чита Зрителей: 1000 Судья: Антон Анопа (Благовещенск) |
| Составы: · Чита: Счастливцев, Бодялов (к), Беличенко, Дробышев, Куц, Симоненко (Бастов, 63'), Толмачёв (Подпругин, 75'), Ванёв, Гаврюш (Фатихов, 56'), Гаранников, Алхимов. · Иртыш: Бородин, Круг, Иванов, Изотов, Гарбуз, Сапаев, Щербаков, Кролевец (Похилый, 74'), Рожков (Арещенков, 85'), Полянский (Оганесян, 77'), Багаев. · Гаврюш (39'), Бастов (68'), Беличенко (71') — Изотов (22'), Иванов (90'+). · Погода: + 4 — + 6 С, пасмурно, мелкий дождь. |                                                                                                   |                                                                    |
| Чита (Чита) | 1:0 (0:0) Протокол Отчёт                                                                          | Иртыш (Омск)                                                       |
| Алхимов 67′ (пен.) | Голы                                                                                              |                                                                    |

41-й тур
| 29 мая 2012 17:00 (CHT) | \| Сахалин (Южно-Сахалинск) \| 3:0 (1:0) Протокол Отчёт \| Чита (Чита) \| \| Виноградов 38′ (пен.), 60′ · Лужников 74′ \| Голы \| \| | «Спартак», Южно-Сахалинск Зрителей: 2200 Судья: Андрей Фисенко (Владивосток) |
| Составы: · Сахалин: Кондратюк, Корбут, Азява, Алахвердов, Тарасенко (Содько 89'), Серебряков (к) (Штынь 75'), Залевский (Тютюнников 84'), Турутин (Алексеевцев 88'), Дмитренко, Виноградов, Лужников. · Чита: Счастливцев, Бодялов, Беличенко, Куц, Ванёв, Бастов (Симоненко, 61'), Гармашов (к), Толмачёв, Гаврюш (Фатихов, 67'), Гаранников, Алхимов. · Тарасенко (19'), Залевский (40'), Лужников (54') — нет. | |                                                                              |
| Сахалин (Южно-Сахалинск) | 3:0 (1:0) Протокол Отчёт | Чита (Чита)                                                                  |
| Виноградов 38′ (пен.), 60′ · Лужников 74′ | Голы |                                                                              |

42-й тур
| 1 июня 2012 17:00 (CHT) | \| Мостовик-Приморье (Уссурийск) \| 1:1 (1:1) Протокол Отчёт \| Чита (Чита) \| \| Хинчагов 29′ (пен.) \| Голы \| Толмачёв 34′ \| | «Городской», Уссурийск Зрителей: 1500 Судья: Анатолий Шароватов (Омск) |
| Составы: · Мостовик-Приморье: Суворов, Чернецов (Максимов, 64'), Багаев, Бычков, Янковский (Мовсесян, 60'), Антипов, Хинчагов, Базаев, Алборов (Михалёв, 46'; Салбиев, 72'), Лушников, Дудкин. · Чита: Счастливцев, Бодялов, Беличенко (Подпругин, 46'), Дробышев, Куц, Симоненко, Толмачёв (Бастов, 64'), Гармашов (к) (Векварт, 46'), Ванёв, Гаранников (Фатихов, 90'), Алхимов (Гаврюш, 73'). · Базаев (73'), Салбиев (78'), Алборов (84') — нет. | |                                                                        |
| Мостовик-Приморье (Уссурийск) | 1:1 (1:1) Протокол Отчёт | Чита (Чита)                                                            |
| Хинчагов 29′ (пен.) | Голы | Толмачёв 34′                                                           |

### Лучшие игроки домашних матчей
По состоянию на 9 июля 2011 года 5 разных игроков «Читы» становились лучшими в пяти различных играх. Лучшие игроки матчей «Чита» — «Сахалин», «Чита» — «Мостовик-Приморье», «Чита» — «Радиан-Байкал», «Чита» — «Металлург-Кузбасс», «Чита» — «Кузбасс», «Чита» — «Сибиряк», «Чита» — «Сибирь-2», «Чита» — «Якутия», «Чита» — «Смена», «Чита» — «Амур-2010», «Чита» — «Динамо» и «Чита» — «Иртыш» не выбраны.
| Тур | Дата             | Матч                         | Счёт | Лучший игрок     | Прим.  |
| --- | ---------------- | ---------------------------- | ---- | ---------------- | ------ |
| 2   | 26 апреля 2011   | «Чита» — «Якутия»            | 1:0  | Георгий Гармашов | [ 52 ] |
| 5   | 15 мая 2011      | «Чита» — «Смена»             | 1:0  | Евгений Бастов   | [ 59 ] |
| 6   | 18 мая 2011      | «Чита» — «Амур-2010»         | 2:0  | Андрей Смышляев  | [ 63 ] |
| 11  | 17 июня 2011     | «Чита» — «Динамо»            | 1:1  | Евгений Алхимов  | [ 63 ] |
| 12  | 20 июня 2011     | «Чита» — «Иртыш»             | 2:1  | Игорь Куц        | [ 74 ] |
| 15  | 8 июля 2011      | «Чита» — «Сахалин»           | 2:0  | не выбран        |        |
| 16  | 11 июля 2011     | «Чита» — «Мостовик-Приморье» | 2:1  | не выбран        |        |
| 20  | 11 августа 2011  | «Чита» — «Радиан-Байкал»     | 2:2  | не выбран        |        |
| 21  | 18 августа 2011  | «Чита» — «Металлург-Кузбасс» | 1:0  | не выбран        |        |
| 22  | 21 августа 2011  | «Чита» — «Кузбасс»           | 3:1  | не выбран        |        |
| 25  | 7 сентября 2011  | «Чита» — «Сибиряк»           | 3:1  | не выбран        |        |
| 26  | 10 сентября 2011 | «Чита» — «Сибирь-2»          | 1:1  | не выбран        |        |
| 30  | 1 октября 2011   | «Чита» — «Якутия»            | 4:0  | не выбран        |        |
| 33  | 19 октября 2011  | «Чита» — «Смена»             | 1:0  | не выбран        |        |
| 34  | 22 октября 2011  | «Чита» — «Амур-2010»         | 6:1  | не выбран        |        |
| 39  | 19 мая 2012      | «Чита» — «Динамо»            | 0:0  | не выбран        |        |
| 40  | 22 мая 2012      | «Чита» — «Иртыш»             | 1:0  | не выбран        |        |

### Итоговая таблица
| М  | Команда                         | И  | В  | Н  | П  | Мячи    | ±   | О  | Примечания                  |
| -- | ------------------------------- | -- | -- | -- | -- | ------- | --- | -- | --------------------------- |
| 1  | Металлург-Кузбасс (Новокузнецк) | 36 | 24 | 6  | 6  | 64 − 24 | +40 | 78 | Выход в Первый дивизион ФНЛ |
| 2  | Мостовик-Приморье (Уссурийск)   | 36 | 19 | 6  | 11 | 54 − 31 | +23 | 63 |                             |
| 3  | Чита                            | 36 | 17 | 8  | 11 | 49 − 33 | +16 | 59 | Бронзовый призёр            |
| 4  | Иртыш (Омск)                    | 36 | 16 | 9  | 11 | 52 − 38 | +14 | 57 |                             |
| 5  | Динамо (Барнаул)                | 36 | 14 | 14 | 8  | 54 − 41 | +13 | 56 |                             |
| 6  | Сахалин (Южно-Сахалинск)        | 36 | 15 | 8  | 13 | 40 − 41 | −1  | 53 |                             |
| 7  | Радиан-Байкал (Иркутск)         | 36 | 13 | 13 | 10 | 42 − 37 | +5  | 52 |                             |
| 8  | Смена (Комсомольск-на-Амуре)    | 36 | 12 | 15 | 9  | 47 − 30 | +17 | 51 |                             |
| 9  | Кузбасс (Кемерово)              | 36 | 12 | 6  | 18 | 34 − 40 | −6  | 42 |                             |
| 10 | Сибиряк (Братск)                | 36 | 11 | 7  | 18 | 43 − 62 | −19 | 40 |                             |
| 11 | Амур-2010 (Благовещенск)        | 36 | 9  | 11 | 16 | 30 − 45 | −15 | 38 |                             |
| 12 | Якутия (Якутск)                 | 36 | 7  | 8  | 21 | 38 − 76 | −38 | 29 |                             |
| 13 | Сибирь-2 (Новосибирск)          | 36 | 5  | 9  | 22 | 31 − 80 | −49 | 24 | Выбывание в ЛФЛ             |

И — игры, В — выигрыши, Н — ничьи, П — проигрыши, Мячи — забитые и пропущенные голы, ± — разница голов, О — очки

### Список бомбардиров ФК «Чита»
В данном разделе приведён список всех футболистов ФК «Чита», забивавших голы в первенстве второго дивизиона России в зоне «Восток» в сезоне 2011/2012. Список приведён по состоянию на 1 июня 2012 года:
16 мячей
| - Евгений Алхимов (4) |

8 мячей
| - Павел Гаранников |

5 мячей
| - Михаил Ванёв |

3 мяча
| - Евгений Щербаков (1) - Андрей Смышляев | - Роман Гаврюш | - Виктор Навродский |

2 мяча
| - Евгений Бастов |

1 мяч
| - Георгий Гармашов - Евгений Векварт | - Артём Дробышев - Виталий Селецкий | - Александр Симоненко (1) - Александр Толмачёв |

В скобках указано число голов, забитых с пенальти.

## Кубок России по футболу
Согласно составленному расписанию, футбольный клуб «Чита» начал своё участие в кубке России сезона 2011/2012 со стадии 1/128 финала. 22 мая 2011 года читинскому клубу предстояла гостевая встреча с иркутским клубом «Радиан-Байкал». «Радиан-Байкалу» удалось за первые 25 минут встречи забить в ворота «Читы» три гола, но читинцы не сдались и попытались даже возродить интригу в матче за счёт гола на 31-й минуте капитана клуба Георгия Гармашова. Но сделать им этого не удалось, как впрочем и не удалось «Радиан-Байкалу» забить ещё мячей в ворота «Читы». Футбольный клуб «Чита» выбыл из борьбы за Кубок, уступив «Радиан-Байкалу» со счётом 1:3. В предыдущем розыгрыше кубка «Чита» также, но на стадии 1/256 финала, уступила «Радиан-Байкалу» со счётом 0:2.
1/128 финала
| 22 мая 2011 19:00 (CHT) | \| Радиан-Байкал (Иркутск) \| 3:1 (3:1) Протокол Отчёт \| Чита (Чита) \| \| Пытлев 15′ · Пырченков 21′ · Богатырёв 25′ \| Голы \| Гармашов 31′ \| | «Локомотив», Иркутск Зрителей: 2800 Судья: Сергей Сергеев (Благовещенск) |
| Составы: · Радиан-Байкал: Семёнов, Федотов, Ревазов, Вахрушев, Пытлев, Шиков (Толмачёв, 76'), Пырченков (Дудиков, 81'), Богатырёв (Яковлев, 90'), Штынь, Заморока (Некрасов, 66'), Боровский (Наханович, 73'). · Чита: Евсеев (Рахматуллин, 62'), Бодялов, Иванин (Беличенко, 46'), Куц, Маркевич, Гаранников, Смышляев (Симоненко, 46'), Навродский, Бастов (Селецкий, 78'), Гармашов (к) (Щербаков, 46'), Гаврюш. · Боровский (72'), Богатырёв (78') — Маркевич (5'), Бастов (23'), Гаврюш (26'), Беличенко (86'). · Погода: + 12 С, ясно, без осадков, слабый ветер. | |                                                                          |
| www.irksport.ru // Видеозапись матча на www.radian-baikal.ru | |                                                                          |
| Радиан-Байкал (Иркутск) | 3:1 (3:1) Протокол Отчёт | Чита (Чита)                                                              |
| Пытлев 15′ · Пырченков 21′ · Богатырёв 25′ | Голы | Гармашов 31′                                                             |

### Список бомбардиров ФК «Чита»
В данном разделе приведён список всех футболистов ФК «Чита», забивавших голы в розыгрыше Кубка России 2011/2012. Список приведён по состоянию на 22 мая 2011 года:
1 мяч
- Георгий Гармашов

## Статистика игроков

### Чемпионат России
В статистике учтены матчи, сыгранные в первенстве страны. Количество минут указано без учёта добавленного времени.
| №  | Имя                     | Поз | И  | Мин  | Г(П)     | ЖК | КК | Примечания |
| -- | ----------------------- | --- | -- | ---- | -------- | -- | -- | ---------- |
| 83 | Тимур Рахматуллин       | Вр  | 25 | 2231 | -23 (-2) | 4  | 0  |            |
| 16 | Руслан Евсеев           | Вр  | 5  | 379  | -2 (-1)  | 0  | 0  |            |
|    | Иван Смолкин            | Вр  | 0  | 0    | 0        | 0  | 0  |            |
| 1  | Максим Счастливцев      | Вр  | 7  | 630  | -8 (-2)  | 1  | 0  |            |
| 26 | Виталий Беличенко       | Защ | 29 | 2276 | 0        | 4  | 1  |            |
| 32 | Александр Бодялов (в-к) | Защ | 35 | 3150 | 0        | 7  | 0  |            |
| 7  | Михаил Ванёв            | Защ | 32 | 2787 | 5        | 4  | 0  |            |
| 30 | Артём Дробышев          | Защ | 30 | 1777 | 1        | 2  | 0  |            |
| 4  | Ян Иванин               | Защ | 0  | 0    | 0        | 0  | 0  |            |
| 18 | Игорь Куц               | Защ | 30 | 2460 | 0        | 2  | 0  |            |
| 3  | Игорь Музычко           | Защ | 1  | 1    | 0        | 0  | 0  |            |
| 5  | Евгений Мотовилов       | Защ | 22 | 1134 | 0        | 1  | 0  |            |
| 14 | Максим Саранчин         | Защ | 0  | 0    | 0        | 0  | 0  |            |
| 2  | Михаил Тюрин            | Защ | 1  | 9    | 0        | 0  | 0  |            |
| 4  | Алексей Подпругин       | Защ | 6  | 182  | 0        | 1  | 0  |            |
| 75 | Евгений Бастов          | ПЗ  | 29 | 1716 | 2        | 7  | 1  |            |
| 87 | Евгений Векварт         | ПЗ  | 23 | 716  | 1        | 1  | 0  |            |
| 9  | Роман Гаврюш            | ПЗ  | 28 | 1944 | 3        | 5  | 0  |            |
| 12 | Георгий Гармашов (к)    | ПЗ  | 23 | 1530 | 1        | 1  | 0  |            |
| 91 | Рафаэль Кадырмаев       | ПЗ  | 3  | 13   | 0        | 0  | 0  |            |
| 20 | Константин Маркевич     | ПЗ  | 0  | 0    | 0        | 0  | 0  |            |
| 21 | Виталий Селецкий        | ПЗ  | 23 | 831  | 1        | 2  | 0  |            |
| 77 | Александр Симоненко     | ПЗ  | 36 | 2760 | 1 (1)    | 3  | 0  |            |
| 6  | Андрей Смышляев         | ПЗ  | 31 | 1283 | 3        | 1  | 0  |            |
| 17 | Евгений Щербаков        | ПЗ  | 16 | 892  | 3 (1)    | 0  | 0  |            |
|    | Андрей Первов           | ПЗ  | 0  | 0    | 0        | 0  | 0  |            |
| 8  | Александр Толмачёв      | ПЗ  | 7  | 557  | 1        | 0  | 0  |            |
|    | Андрей Елисеев          | ПЗ  | 1  | 1    | 0        | 0  | 0  |            |
| 23 | Павел Гаранников        | Нап | 31 | 2037 | 8        | 4  | 0  |            |
| 11 | Евгений Алхимов         | Нап | 29 | 2470 | 16 (4)   | 4  | 1  |            |
| 28 | Виктор Навродский       | Нап | 28 | 1401 | 3        | 0  | 0  |            |
| 10 | Алмаз Фатихов           | Нап | 14 | 413  | 0        | 1  | 0  |            |
|    | Алексей Семёнов         | Нап | 0  | 0    | 0        | 0  | 0  |            |

Последнее обновление: 3 июня 2012 
 Источник: Клуб «Чита». Второй дивизион России 2011/12. Зона «Восток»

### Кубок России
В статистике учтены матчи, сыгранные в кубке страны. Количество минут указано без учёта добавленного времени.
| №  | Имя                     | Поз | И | Мин | Г(П)   | ЖК | КК | Примечания |
| -- | ----------------------- | --- | - | --- | ------ | -- | -- | ---------- |
| 83 | Тимур Рахматуллин       | Вр  | 1 | 28  | 0      | 0  | 0  |            |
| 16 | Руслан Евсеев           | Вр  | 1 | 62  | -3 (0) | 0  | 0  |            |
|    | Иван Смолкин            | Вр  | 0 | 0   | 0      | 0  | 0  |            |
| 26 | Виталий Беличенко       | Защ | 1 | 45  | 0      | 1  | 0  |            |
| 32 | Александр Бодялов (в-к) | Защ | 1 | 90  | 0      | 0  | 0  |            |
| 7  | Михаил Ванёв            | Защ | 0 | 0   | 0      | 0  | 0  |            |
| 30 | Артём Дробышев          | Защ | 0 | 0   | 0      | 0  | 0  |            |
| 4  | Ян Иванин               | Защ | 1 | 45  | 0      | 0  | 0  |            |
| 18 | Игорь Куц               | Защ | 1 | 90  | 0      | 0  | 0  |            |
| 3  | Игорь Музычко           | Защ | 0 | 0   | 0      | 0  | 0  |            |
| 5  | Евгений Мотовилов       | Защ | 0 | 0   | 0      | 0  | 0  |            |
| 14 | Максим Саранчин         | Защ | 0 | 0   | 0      | 0  | 0  |            |
| 75 | Евгений Бастов          | ПЗ  | 1 | 78  | 0      | 1  | 0  |            |
| 87 | Евгений Векварт         | ПЗ  | 0 | 0   | 0      | 0  | 0  |            |
| 9  | Роман Гаврюш            | ПЗ  | 1 | 90  | 0      | 1  | 0  |            |
| 12 | Георгий Гармашов (к)    | ПЗ  | 1 | 45  | 1      | 0  | 0  |            |
| 91 | Рафаэль Кадырмаев       | ПЗ  | 0 | 0   | 0      | 0  | 0  |            |
| 20 | Константин Маркевич     | ПЗ  | 1 | 90  | 0      | 1  | 0  |            |
| 21 | Виталий Селецкий        | ПЗ  | 1 | 12  | 0      | 0  | 0  |            |
| 77 | Александр Симоненко     | ПЗ  | 1 | 45  | 0      | 0  | 0  |            |
| 6  | Андрей Смышляев         | ПЗ  | 0 | 0   | 0      | 0  | 0  |            |
| 17 | Евгений Щербаков        | ПЗ  | 1 | 45  | 0      | 0  | 0  |            |
| 23 | Павел Гаранников        | Нап | 1 | 90  | 0      | 0  | 0  |            |
| 11 | Евгений Алхимов         | Нап | 0 | 0   | 0      | 0  | 0  |            |
| 28 | Виктор Навродский       | Нап | 1 | 90  | 0      | 0  | 0  |            |

Последнее обновление: 23 мая 2011 
 Источник: Клуб «Чита». Кубок России 2011/12 (недоступная ссылка)